# Kirchenbezirk Weikersheim

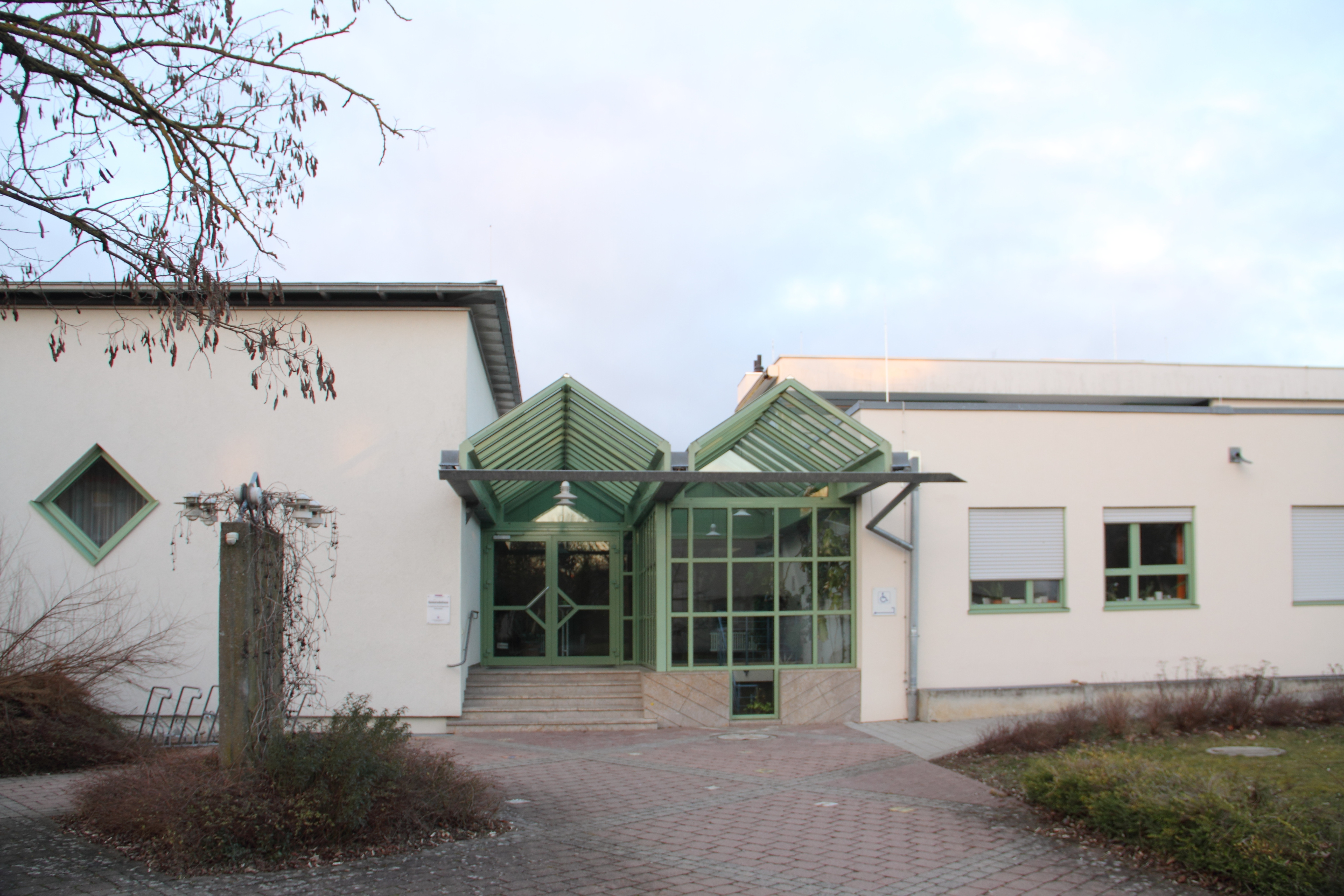
Das Dekanatsgebäude in Weikersheim

Der Evangelische Kirchenbezirk Weikersheim (auch Evangelisches Dekanat Weikersheim) ist einer von 43 Kirchenbezirken bzw. Dekanaten der Evangelischen Landeskirche in Württemberg. Der Kirchenbezirk Weikersheim hat derzeit (Stand 2020) 17.300 Gemeindeglieder. Sein Gebiet ist deckungsgleich mit dem katholischen Dekanat Mergentheim das insgesamt 17.040 Mitglieder hat.

## Geographie
Der Kirchenbezirk Weikersheim liegt im äußersten Norden der württembergischen Landeskirche. Sein Gebiet umfasst den Süden des Main-Tauber-Kreises, also das Gebiet der politischen Städte und Gemeinden Bad Mergentheim (ohne Stadtteile Dainbach und Rengershausen), Creglingen, Igersheim, Niederstetten und Weikersheim.

### Nachbarkirchenbezirke
Der Kirchenbezirk Weikersheim grenzt im Süden an die Kirchenbezirke Crailsheim-Blaufelden und Künzelsau. Im Westen und Norden grenzt er an die Evangelische Landeskirche in Baden und im Osten an die Evangelisch-Lutherische Kirche in Bayern.

## Geschichte

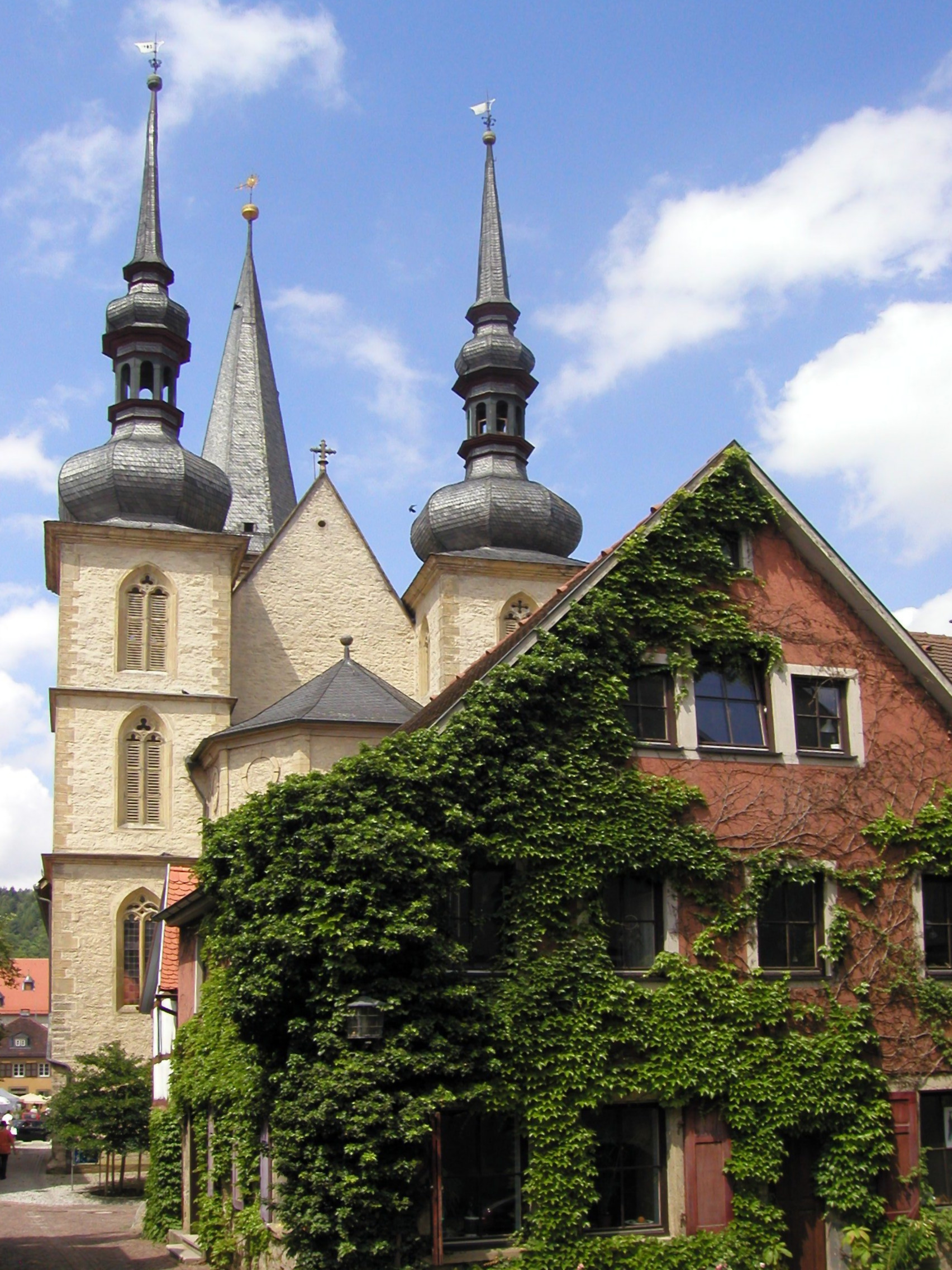
Stadtkirche St. Georg Weikersheim

Das Gebiet des heutigen Dekanats bzw. Kirchenbezirks Weikersheim gehörte vor 1803 überwiegend zur historischen Landschaft Hohenlohe, das teilweise in mehrere Linien aufgeteilt war, ferner zur Reichsstadt Rothenburg ob der Tauber und zum Deutschen Orden. Nahezu im gesamten heutigen Gebiet des Dekanats Weikersheim, außer in den Gebieten des Deutschen Ordens, wurde bis 1556 die Reformation eingeführt. Im Gebiet liegt die ehemalige hohenlohische Residenzstadt Weikersheim, die Sitz eines Superintendenten wurde. Das General-Konsistorium für Hohenlohe befand sich in Öhringen. Nach dem Übergang an Württemberg wurde Weikersheim 1807 Sitz eines württembergischen Dekanats. Das zugehörige Oberamt wurde in Bad Mergentheim eingerichtet. Auch Creglingen wurde nach dem Übergang an Württemberg 1810 Sitz eines Dekanats. 1817 wurden beide Dekanate vereinigt, wobei sich der Sitz dann bis 1826 in Creglingen befand, bevor Weikersheim Sitz des Dekanats wurde.
Die Dekanate Weikersheim und Creglingen gehörten zunächst zum Generalat Schwäbisch Hall, nach dessen Auflösung 1913 kam das Dekanat Weikersheim zum Generalat Heilbronn, aus der 1924 die heutige Prälatur Heilbronn hervorging.
Infolge der Auflösung einiger Kreise bzw. Oberämter in Württemberg 1939 wurden auch die kirchlichen Verwaltungsbezirke teilweise neu gegliedert. So wurden mit Wirkung vom 1. April 1939 die Kirchengemeinden Niederstetten, Sichertshausen, Oberstetten und Wildentierbach vom Kirchenbezirk Blaufelden in den Kirchenbezirk Weikersheim umgegliedert.

## Leitung des Kirchenbezirks
Die Leitung des Kirchenbezirks obliegt der Bezirkssynode, dem Kirchenbezirksausschuss (KBA) und dem Dekan. Dekanin ist seit 1. September 2012 Renate Meixner (* 1963), die zugleich eine der Pfarrer in Weikersheim ist.

### Dekane des Kirchenbezirks Weikersheim seit 1807
noch lückenhaft
- 1807–1810 Wilhelm Bernhard Philipp Bauer; bereits seit 1789 Pfarrer in Weikersheim
- 1810–1817 Karl August Wilhelm Pröhl
- 1817–1849 Georg Wilhelm Friedrich Meister
- 1850–1873 Christoph Friedrich Karl Mayer
- 1873–1898 Johann Georg Wilhelm Köhn
- 1898–1916 Dr. Georg Gottlob Blind
- 1916–1926 Dr. Adolf Dörrfuß (1875–1948)
- 1926–1933 Dr. Gustav Hahn
- 1933–1939 Friedrich Keppler
- 1939–1962 Eberhard Aichelin
- 1963–1971 Heinrich Gerber
- 1971–1984 Johannes Pfleiderer (1922–1994)
- 1984–1995 Marianne Koch (1930–2020)[3]
- 1995–2006 Ulrich Bernecker (* 1941)
- 2007–2012 Reinhard Tröster (* 1947)
- seit 2012 Renate Meixner (* 1963)

Dekane des Dekanats Creglingen bis zu dessen Vereinigung mit Weikersheim 1826:
- 1811–1812 Georg Christoph Friedrich Böckh; bereits seit 1805 Pfarrer in Creglingen
- 1812–1822 Georg Christoph Finkh
- 1823–1826 Johann Ludwig Ziegler

## Kirchengemeinden
Im Kirchenbezirk Weikersheim gibt es insgesamt 36 Kirchengemeinden. Davon haben sich vier Kirchengemeinden zu insgesamt zwei Gesamtkirchengemeinden zusammengeschlossen, bleiben aber weiterhin selbständige Körperschaften des öffentlichen Rechts. Die jeweils in Klammern hinter dem Namen der Kirchengemeinde angegebenen Gemeindegliederzahlen beziehen sich auf das Jahr 2011 und sind gerundet.
Das Gebiet des Kirchenbezirks gehörte überwiegend zur historischen Landschaft Hohenlohe und zur Markgrafschaft Ansbach sowie zum Gebiet des Deutschen Ordens. Die beiden erstgenannten Landesherren führten früh die Reformation ein. Daher ist das Gebiet überwiegend evangelisch geprägt. Lediglich die ehemalige Deutschordensstadt Bad Mergentheim und deren Umland sind katholisch geprägt. Es gibt daher fast in jedem Dorf auch eine evangelische Kirchengemeinde und eine meist alte Kirche. In den meisten Orten zogen Katholiken überwiegend erst nach dem Zweiten Weltkrieg zu. Umgekehrt zogen in die katholischen Orte nach dem Zweiten Weltkrieg auch Protestanten.

### Kirchengemeinde Althausen

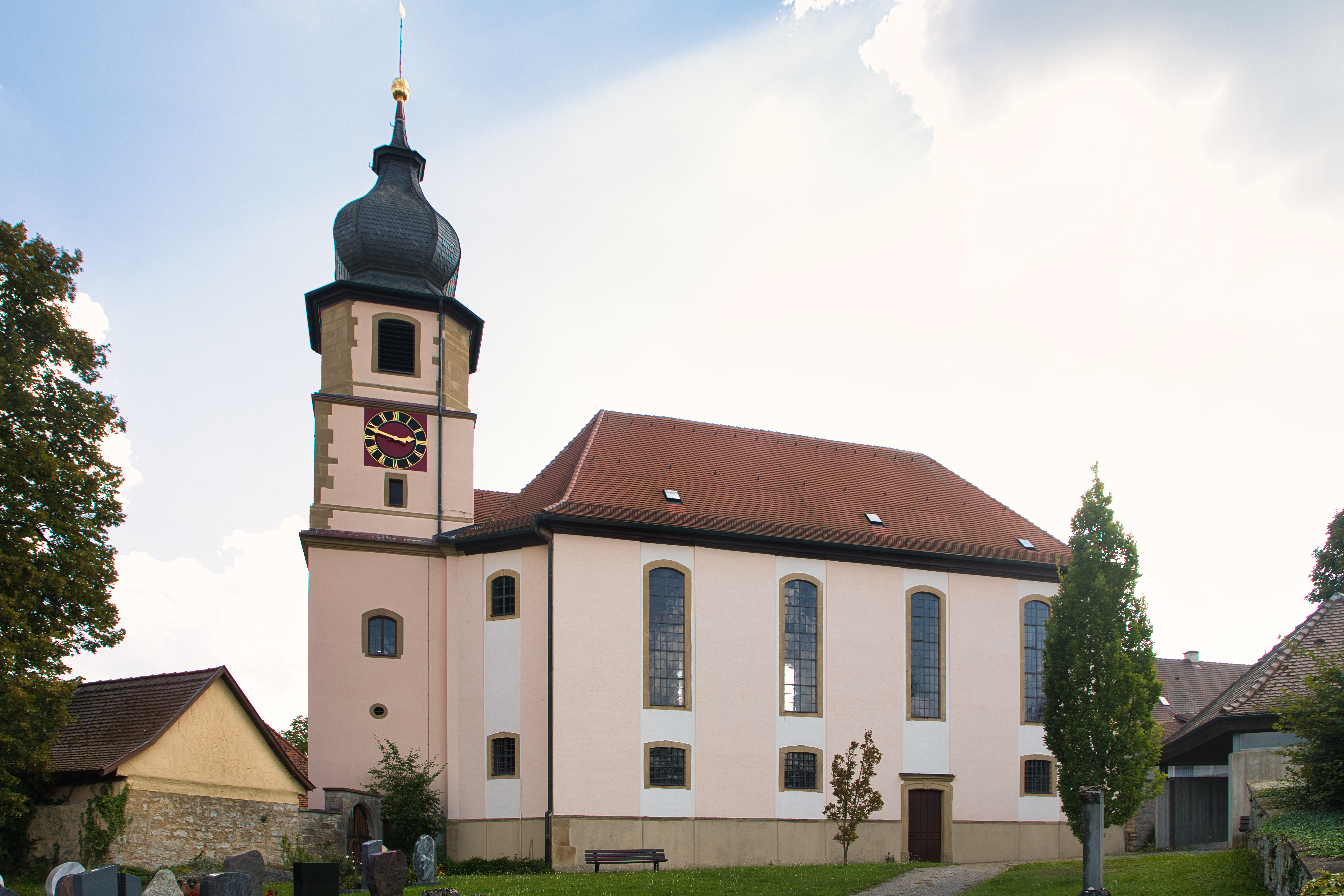
Jodokuskirche in Althausen

Die Kirchengemeinde Althausen (ca. 362) umfasst den Stadtteil Althausen der Stadt Bad Mergentheim. Kirchlich gehörte Althausen schon im 14. Jahrhundert eine Filiale von Neunkirchen. Doch gab es bereits 1352 bzw. 1418 eine dem Hl. Jodokus geweihte Kapelle. An ihr wurde 1352 eine Frühmesspfründe gestiftet. Über die Merten von Mergentheim gelangte das Patronat der Kirche 1551 an die Geyer von Giebelstadt, welche trotz Widerstands des Deutschen Ordens die Reformation einführten. Die heutige Kirche wurde 1778/79 anstelle der Vorgängerkapelle neu erbaut. Die klassizistische Kirche mit Ostturm hat noch einen spätgotischen Flügelaltar. Die Kirchengemeinde Althausen wird bis heute vom Pfarramt Neunkirchen betreut.

### Kirchengemeinde Bad Mergentheim

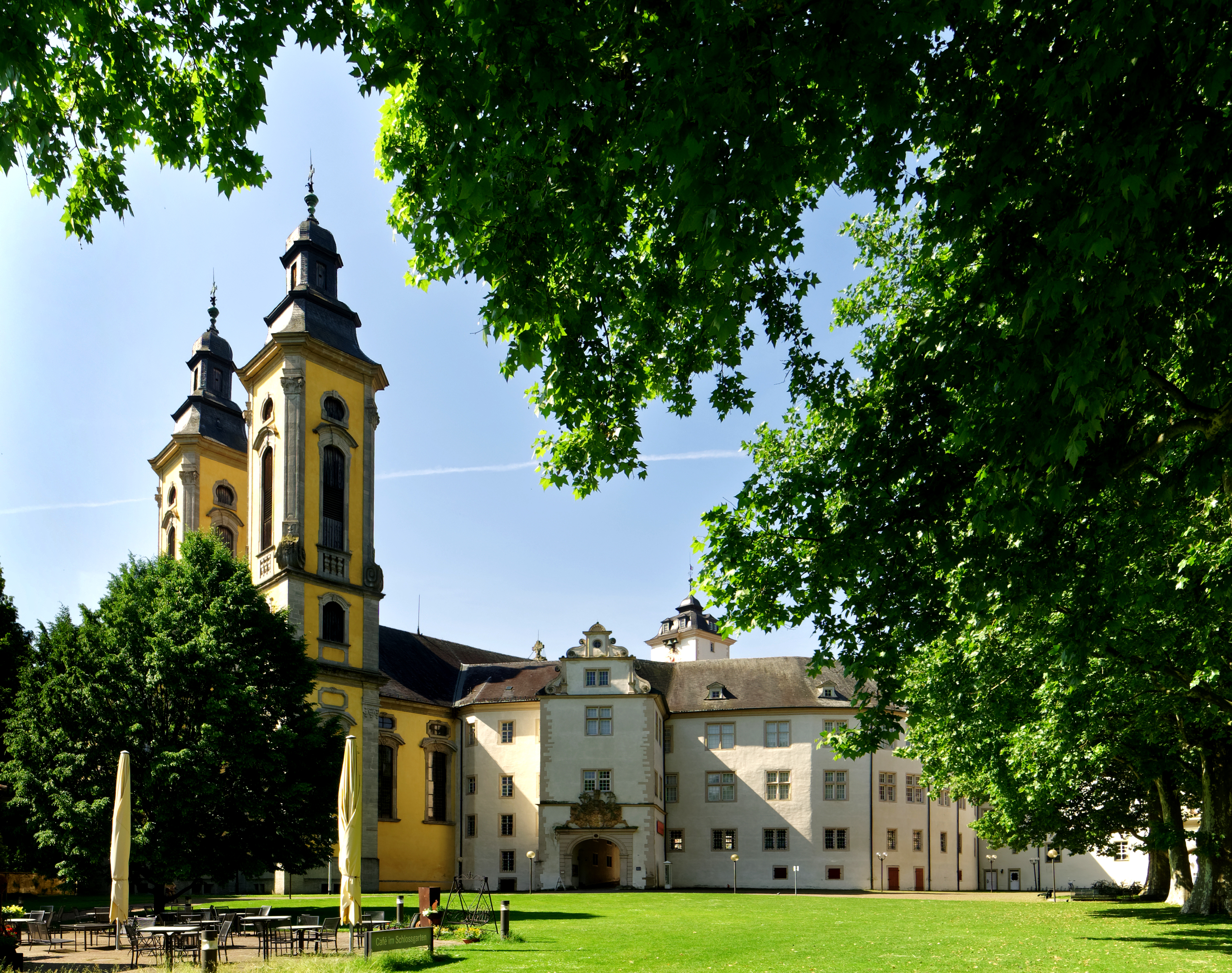
Schlosskirche Bad Mergentheim

Die Kirchengemeinde Bad Mergentheim (ca. 4.400) umfasst die Kernstadt Bad Mergentheim und den Stadtteil Löffelstelzen von Bad Mergentheim. Bad Mergentheim und Löffelstelzen waren als Besitzungen des Deutschen Ordens stets katholisch. Die Reformation konnte keinen Fuß fassen. Lediglich während der Schwedenzeit im Dreißigjährigen Krieg wurde kurzzeitig das lutherische Bekenntnis eingeführt. Erst nach dem Übergang an Württemberg gründete sich Anfang des 19. Jahrhunderts eine protestantische Gemeinde, die 1815 die Schlosskirche als Gottesdienstraum zuerkannt bekam. Einen eigenen Pfarrer erhielt die Gemeinde ab 1825. Bad Mergentheim wurde seinerzeit zwar Sitz des württembergischen Oberamtes, die kirchliche Verwaltung, das Dekanatamt, wurde jedoch in Weikersheim angesiedelt. Bis 1993 wurde die Kirchengemeinde nur „Mergentheim“ genannt. Mit Wirkung vom 31. Dezember 1993 wurde sie in „Kirchengemeinde Bad Mergentheim“ umbenannt. In der Kirchengemeinde Bad Mergentheim sind heute zwei Pfarrer tätig.
Das wohl bekannteste Gemeindeglied war Eduard Mörike, der nach seiner Pensionierung 1844 nach Bad Mergentheim kam und hier in der Schlosskirche 1851 die Offizierstochter Margarethe Speeth heiratete. 1855 zog er von hier nach Stuttgart.
Bis 1989 gehörten auch die Protestanten der Gemeinde Igersheim zur Kirchengemeinde Mergentheim, bevor dort eine eigene Kirchengemeinde errichtet wurde.

### Verbundkirchengemeinde Braunecker Land
Zur Verbundkirchengemeinde Braunecker Land haben sich 2019 sechs Kirchengemeinden aus dem Raum Creglingen zusammengeschlossen.

#### Kirchengemeinde Archshofen

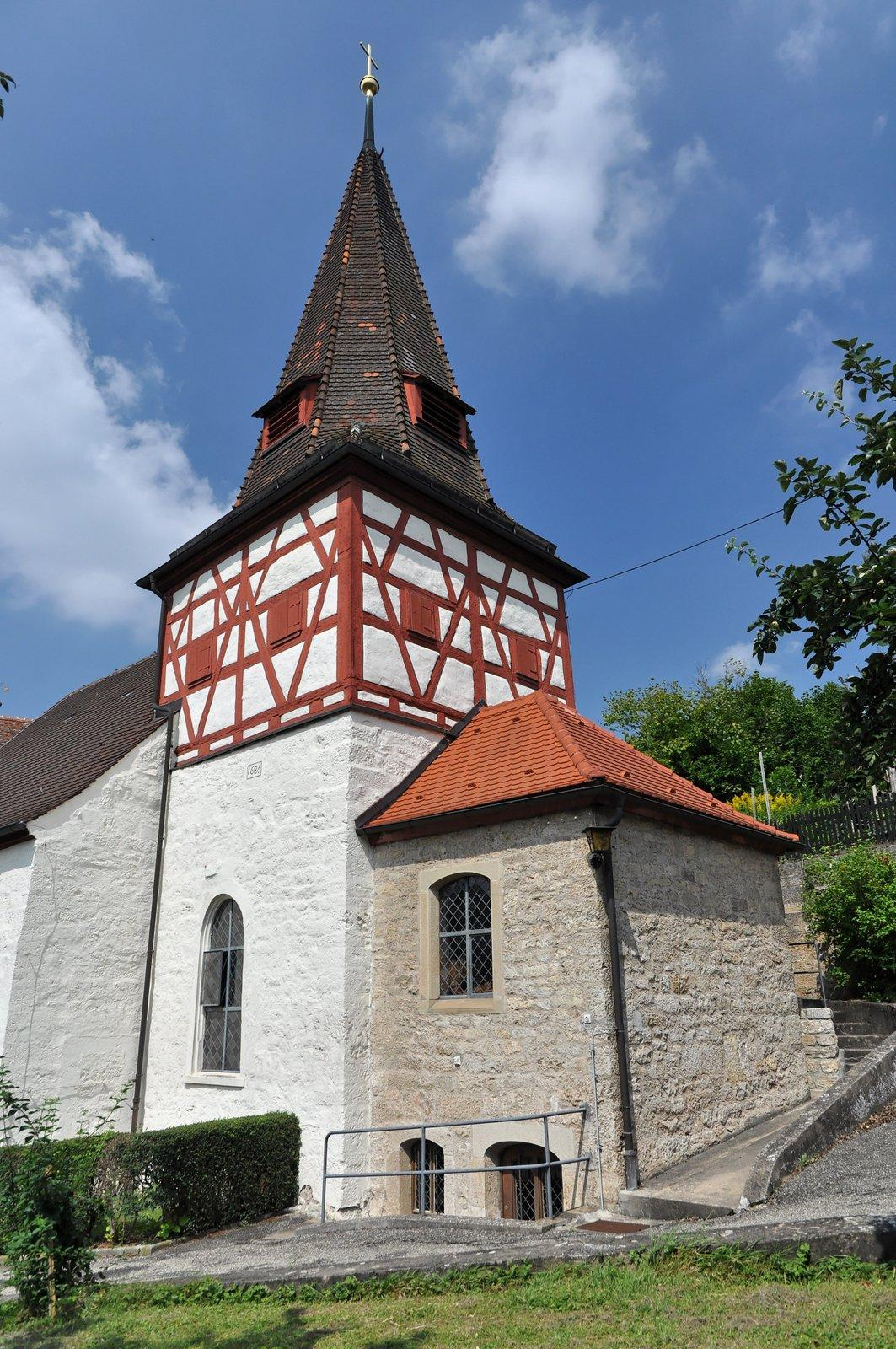
St. Agidius Archshofen

Die Kirchengemeinde Archshofen (ca. 250) umfasst den Stadtteil Archshofen der Stadt Creglingen. Kirchlich gehörte Archshofen zunächst zu Freudenbach. 1341 wurde die Kapelle St. Ägidien zur Pfarrkirche erhoben. Nach der Reformation gehörte der Ort zur Pfarrei Creglingen, wurde dann aber wieder selbständig. Die heutige Kirche ist eine Chorturmanlage mit gotisch-frühbarockem Schiff.

#### Kirchengemeinde Frauental

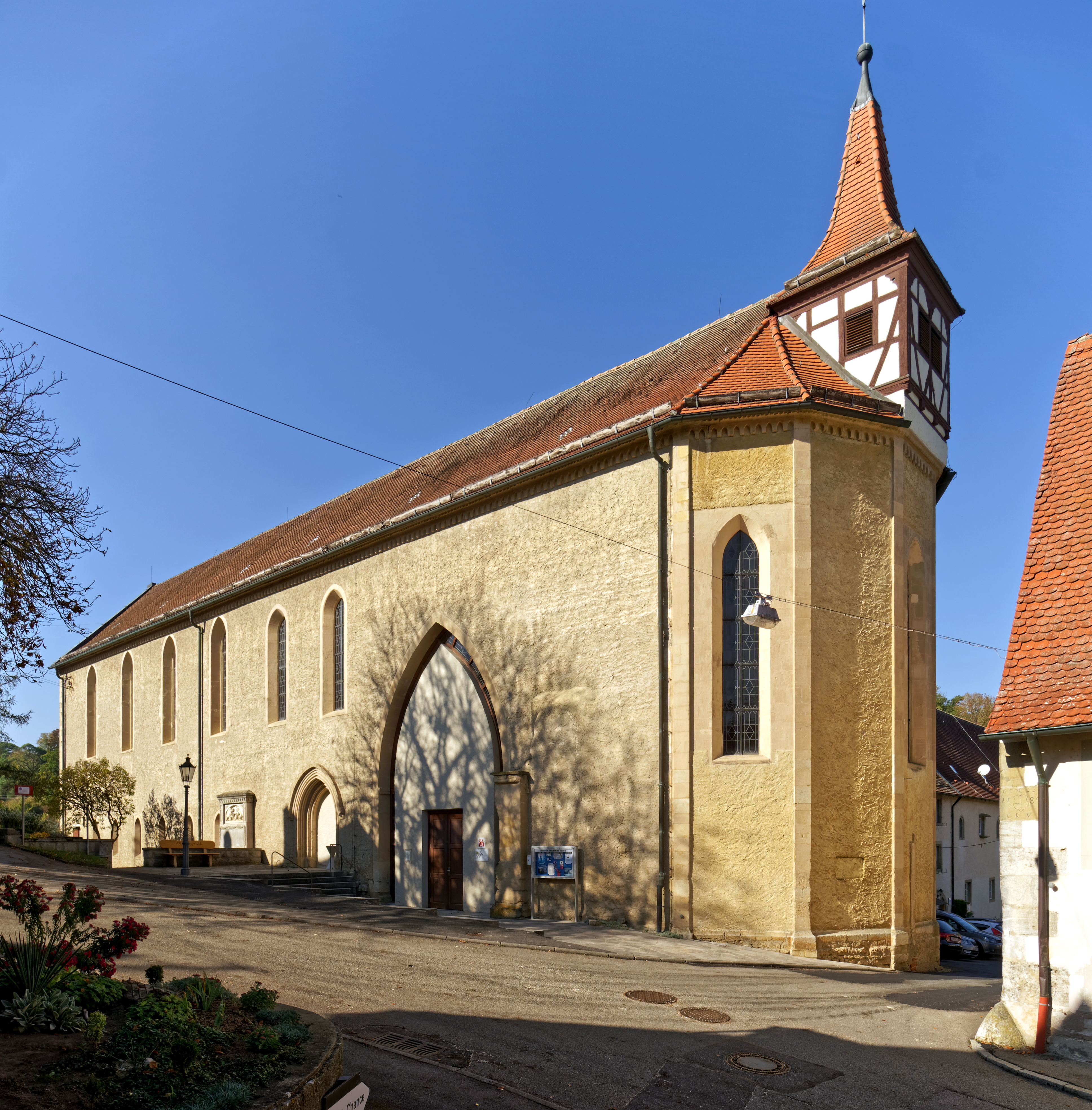
Klosterkirche Frauental

Die Kirchengemeinde Frauental (ca. 115) umfasst den Stadtteil Frauental der Stadt Creglingen. 1276 ist erstmals ein Pfarrer in Frauental genannt. Nach der Reformation gehörte Frauental kirchlich zu Equarhofen bei Uffenheim. 1810 wurde es dem Pfarramt Freudenbach zugeordnet. Die Kirchengemeinde hat jedoch eine alte frühgotische Kirche mit einem einschiffigen, flachgedeckten Langhaus und einem schlanken Chor, die ehemalige Klosterkirche. 1879 wurde ein Querhaus abgebrochen. Im Norden der Kirche befindet sich die ehemalige Klosteranlage mit Gebäuden aus dem 15. bis 18. Jahrhundert.

#### Kirchengemeinde Freudenbach

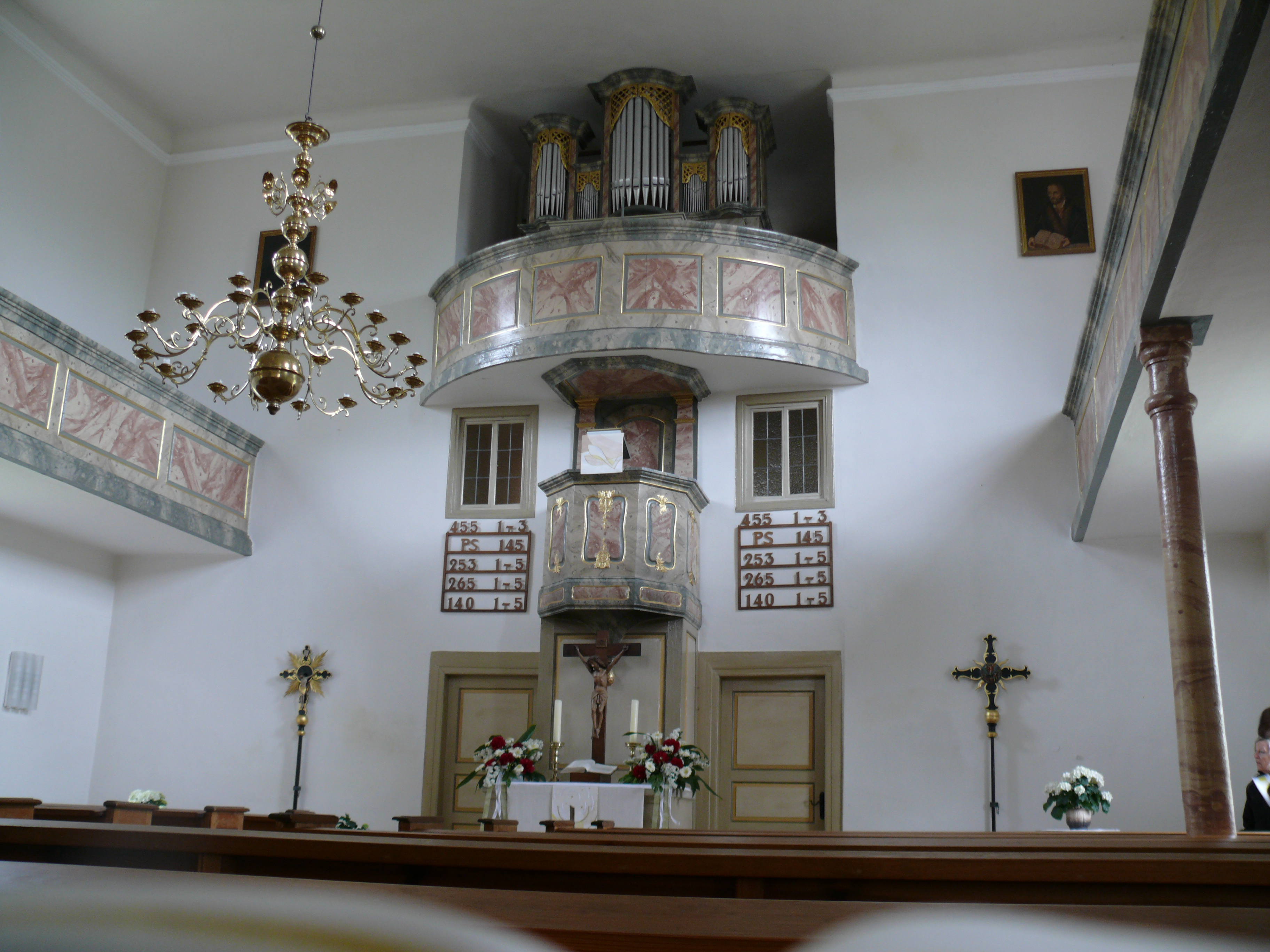
Evangelische Kirche Freudenbach

Die Kirchengemeinde Freudenbach (ca. 238) umfasst den Stadtteil Freudenbach einschließlich des zugehörigen Wohnplatzes Schön der Stadt Creglingen. Eine Kirche wurde in Freudenbach bereits 807 dem Gollachgaugraf Audulf abgetreten. Über die Strezzen gelangte die Kirche 1299 an Hohenlohe, dann an das Stift Haug bei Würzburg. Im 14. Jahrhundert wurde der Ort ansbachisch. Von dort wurde die Reformation eingeführt. Die heutige St.-Blasius-Kirche wurde 1796 von Gustav Vorherr erbaut. Dabei wurde der spätromanische Sockel des Ostturms der Vorgängerkirche übernommen.

#### Kirchengemeinde Reinsbronn

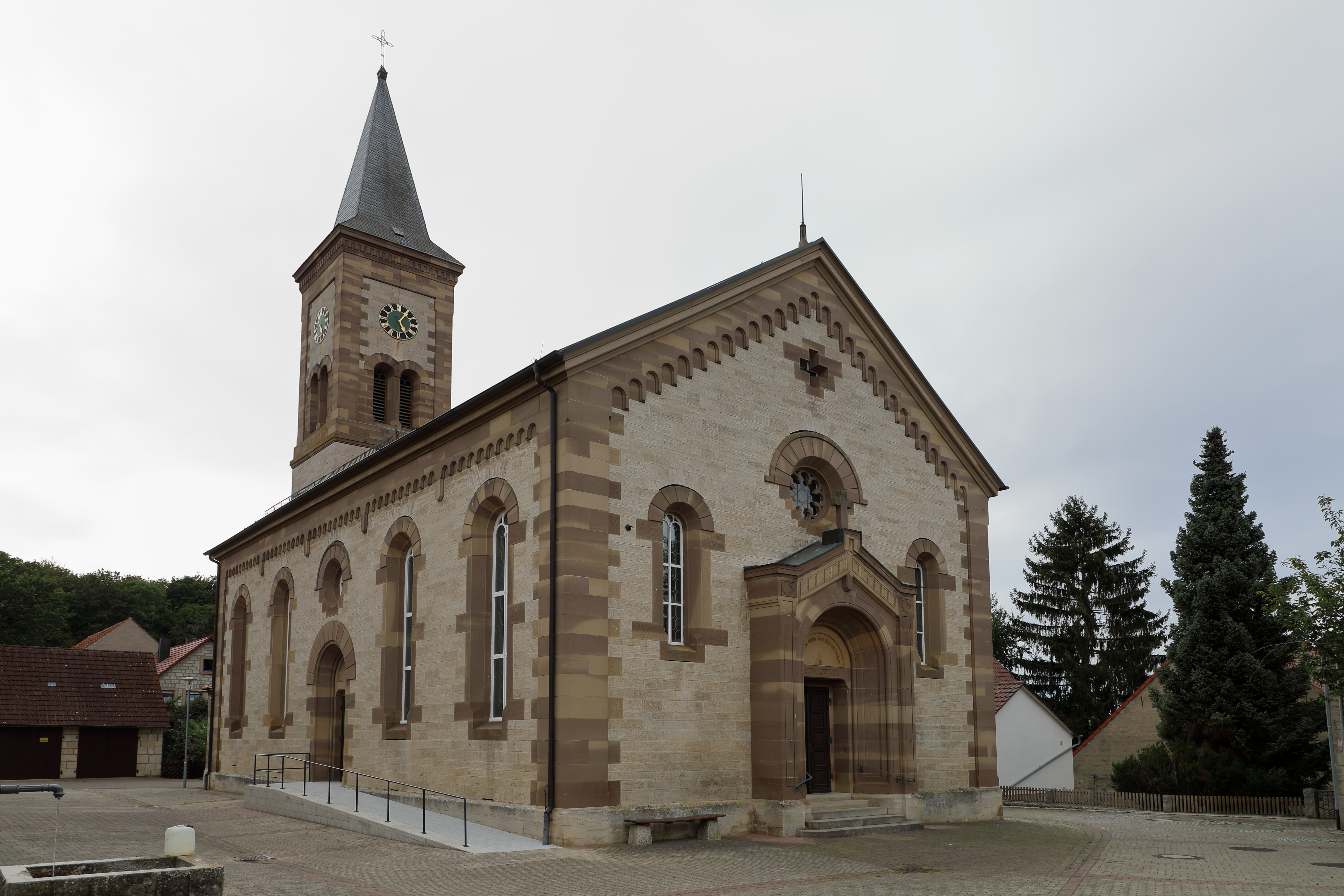
Evangelische Kirche Reinsbronn

Die Kirchengemeinde Reinsbronn (ca. 226) umfasst den Stadtteil Reinsbronn mit den zugehörigen Weilern Altmühle, Brauneck und Niedersteinach der Stadt Creglingen. 1369 erbauten Konrad und Götz von Reinsbronn und ihr Vetter Fritz von Reinsbronn eine Kapelle in Reinsbronn. Sie wurde nach der Reformation durch Philipp Geyer von Giebelstadt 1593 zu einer kleinen Kirche ausgebaut und 1618 nochmals erweitert. Da diese Kirche zu klein wurde, wurde 1843 der Baubeschluss für die heutige Kirche gefasst. Sie konnte dann 1852 im neuromanischen Stil erbaut werden. 1858 erhielt sie ihre Orgel von Aug. Laukhuff. 1927 wurde die Kirche innen renoviert und 1945 wurde die Kirche durch Kriegseinwirkung in Mitleidenschaft gezogen. 1980 wurde der Turm renoviert. 1992 fand die Außenrenovierung statt.

#### Kirchengemeinde Sechselbach
Die Kirchengemeinde Sechselbach (ca. 58) umfasst den Stadtteil Sechselbach der Stadt Creglingen. Eine Kirche St. Stephan wird bereits 1136 erstmals erwähnt. Bis zur Reformation war sie eine Filiale von Aub. Dann kam sie zur Pfarrei Waldmannshofen. Die heutige Kirche wurde 1818 bis 1820 als klassizistische Chorturmkirche neu erbaut und nach einem Brand 1949 erneuert.

#### Kirchengemeinde Waldmannshofen

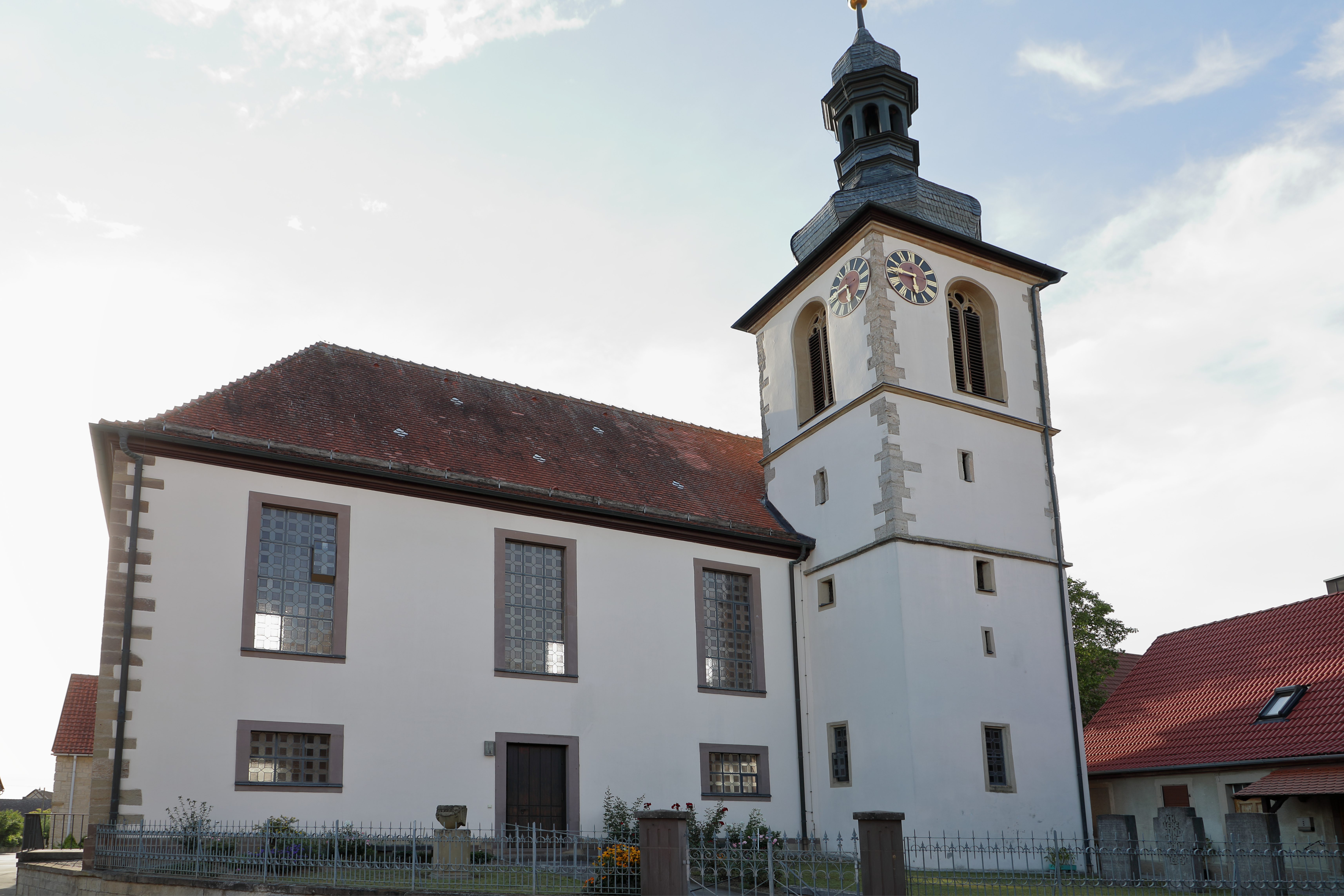
Johanniskirche in Waldmannshofen

Die Kirchengemeinde Waldmannshofen (ca. 160) umfasst den Stadtteil Waldmannshofen (ohne Sechselbach) der Stadt Creglingen. Kirchlich war der Ort zunächst Filiale von Lipprichhausen, bevor er 1327 eigene Pfarrei wurde. Die Kirche gehörte der jeweiligen Ortsherrschaft. Die heutige Kirche wurde 1780 neu erbaut. Dabei wurde der frühgotische Ostturm beibehalten.

### Kirchengemeinde Creglingen

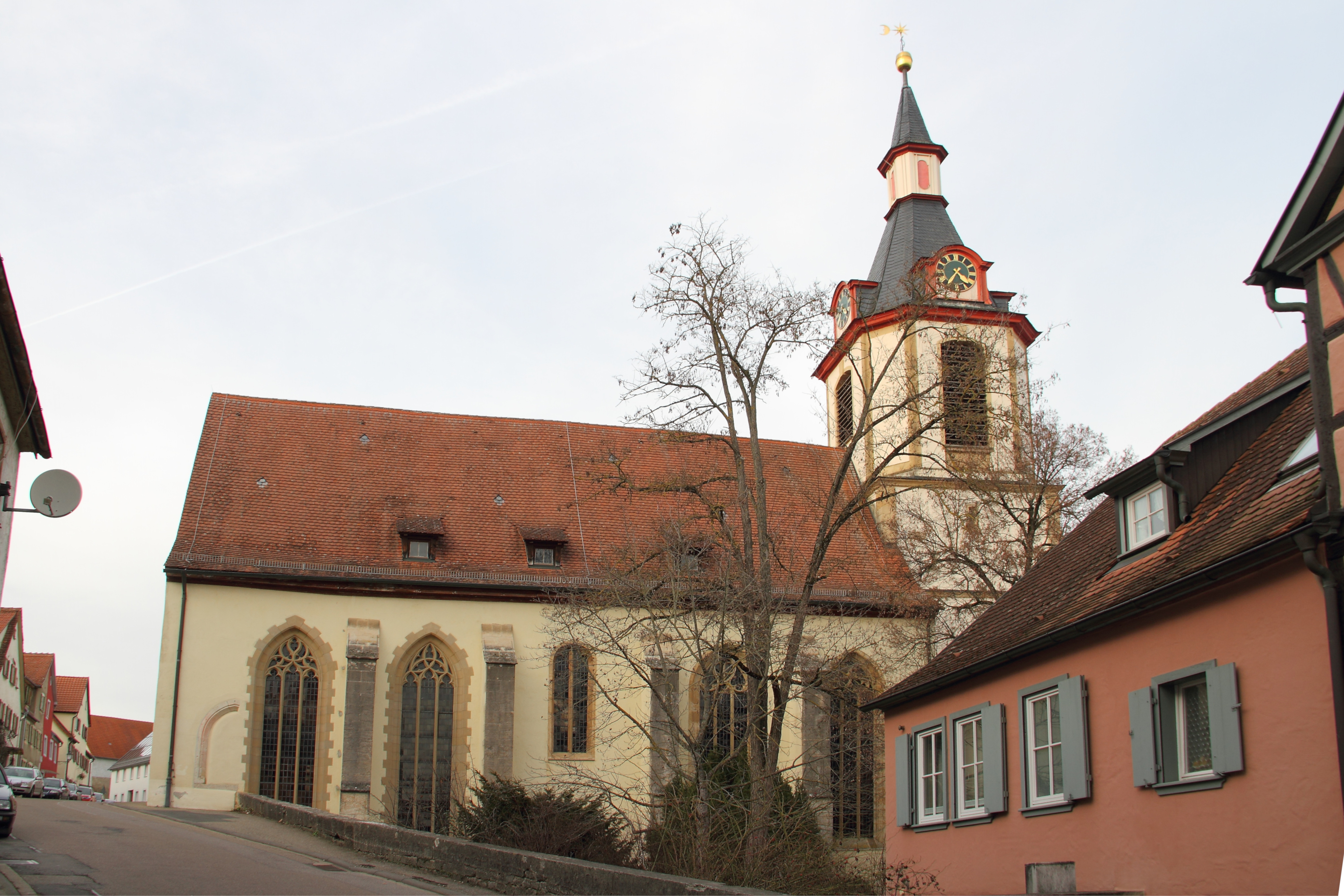
Stadtkirche St. Peter und Paul in Creglingen

Die Kirchengemeinde Creglingen (ca. 1.332) umfasst die Kernstadt Creglingen und den Stadtteil Craintal sowie den zum Stadtteil Reinsbronn gehörigen Weiler Schirmbach der Stadt Creglingen. Eine Kirche wird in Creglingen 1257 erstmals erwähnt. 1343 ist sie als Kirche Maria Magdalena, Petrus und Paulus erwähnt. Sie war dem Hochstift Würzburg inkorporiert. Ab 1311 war sie zwischen Würzburg und Hohenlohe-Brauneck umstritten, gelangte dann über die Erben von Brauneck schließlich 1433 an die Markgrafschaft Ansbach. Von dort wurde die Reformation eingeführt. Die Kirche wurde wohl im 13. Jahrhundert erbaut und durch Umbauten von 1508 sowie 1725 bis 1727 verändert. Die einschiffige Stadtkirche mit romanischen und spätgotischen Bauelementen hat einen Chorturm mit Kreuzrippengewölbe.

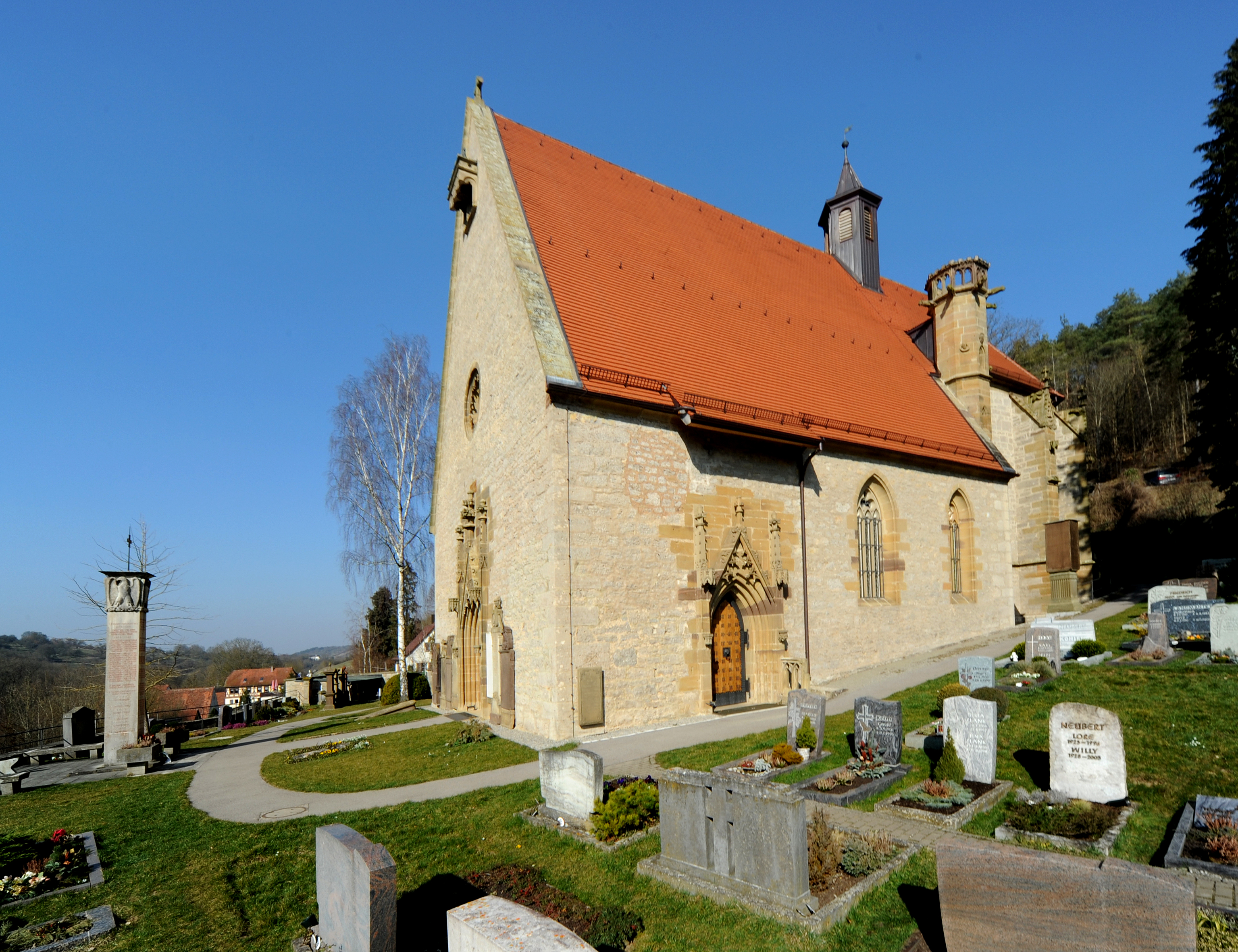
Herrgottskirche in Creglingen

Neben der Pfarrkirche gehört zur Kirchengemeinde Creglingen auch die etwas außerhalb der Stadt liegende Herrgottskirche, eine ehemalige Wallfahrtskirche, die 1389 geweiht wurde. Der spätgotische Bau hat ein hölzernes Tonnengewölbe. Die Ausstattung ist vor allem durch den Marienaltar von Tilman Riemenschneider aus dem 15. Jahrhundert überregional bekannt. Neben dem Altar sind ein Chorgestühl aus dem 15. Jahrhundert, der Hochaltar und zwei Seitenaltäre sowie Grabplatten des 15. bis 17. Jahrhunderts zu sehen.
Craintal gehörte kirchlich stets zu Creglingen. Eine Kirche gibt es in Craintal nicht. Das Pfarramt Creglingen betreut auch die Kirchengemeinde Standorf.

### Kirchengemeinde Edelfingen

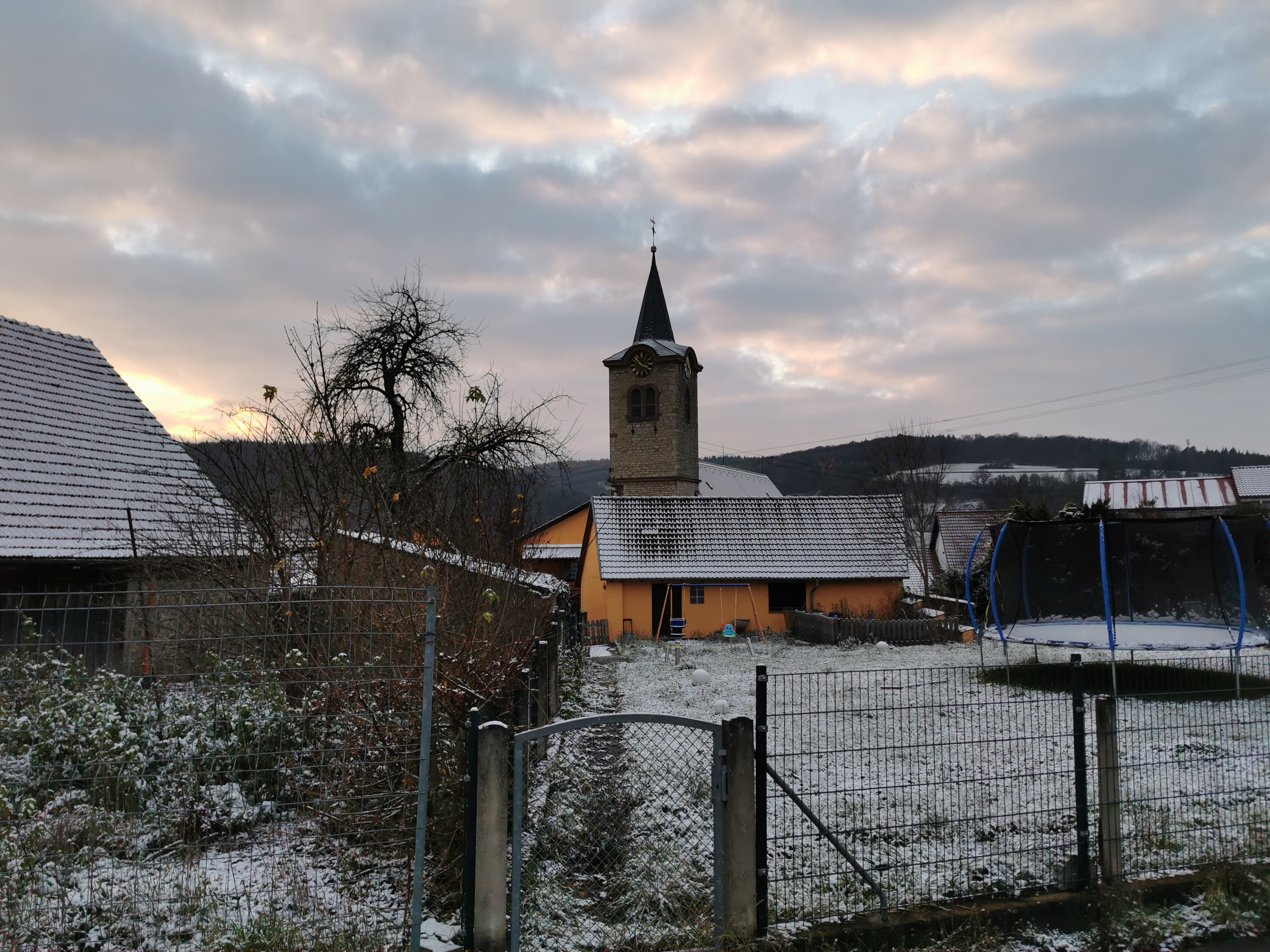
Evang. Kirche Edelfingen

Die Kirchengemeinde Edelfingen (ca. 670) umfasst den Stadtteil Edelfingen der Stadt Bad Mergentheim. Schon 1222 ist in Edelfingen ein Dekan bezeugt. Der Kirchensatz gehörte Hohenlohe, welche die Reformation zusammen mit den Herren von Rosenberg einführten. Infolge des Einsturzes des Turmes der alten Kirche wurde 1872 die heutige Kirche anstelle ihres Vorgängerbaus erbaut.

### Kirchengemeinde Finsterlohr-Schmerbach-Lichtel

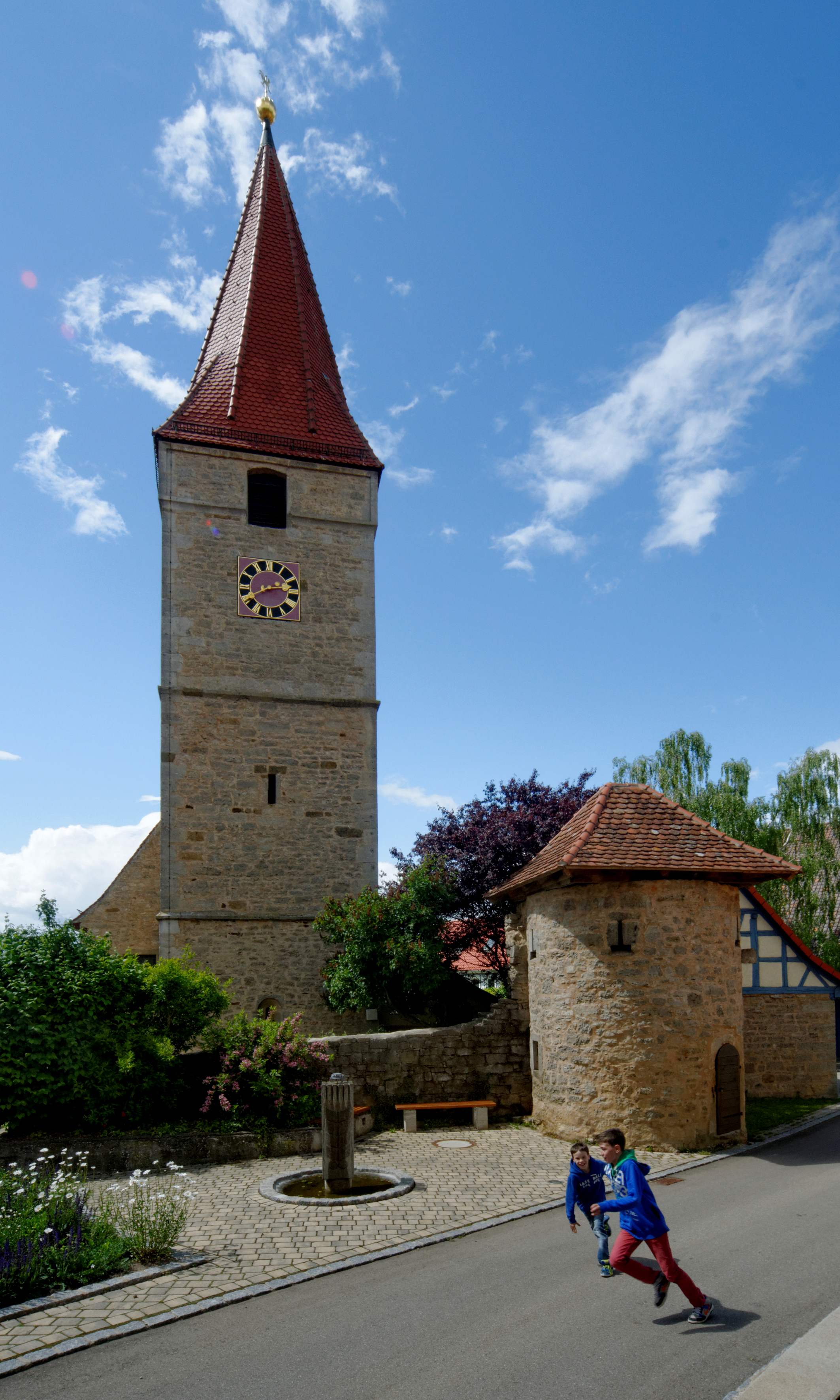
Margaretenkirche in Finsterlohr

Zur Kirchengemeinde Finsterlohr-Schmerbach-Lichtel haben sich drei Kirchengemeinden zusammengeschlossen, die schon zuvor pfarramtlich verbunden waren.
Die Kirchengemeinde Finsterlohr umfasste den Stadtteil Finsterlohr mit den zugehörigen Weilern Burgstall und Schonach sowie die zum Stadtteil Blumweiler gehörenden Orte Wolfsbuch und Weiler der Stadt Creglingen. Kirchlich gehörte Finsterlohr zunächst wohl zu Burgstall, dann zu Leuzenbronn, bevor der Ort 1352 einen eigenen Pfarrer bekam. Die Reichsstadt Rothenburg führte die Reformation ein. Die Kirche St. Margaretha in burgartiger Lage mit Resten einer ehemaligen Befestigung hat einen kreuzrippengewölbten romanischen Turmchor und ein flachgedecktes Schiff. Im zugehörigen Burgstall bestand eine Margaretenkirche, die wohl Pfarrkirche war, dann aber abging. Seither gehört der Ort zur Pfarrei Finsterlohr.

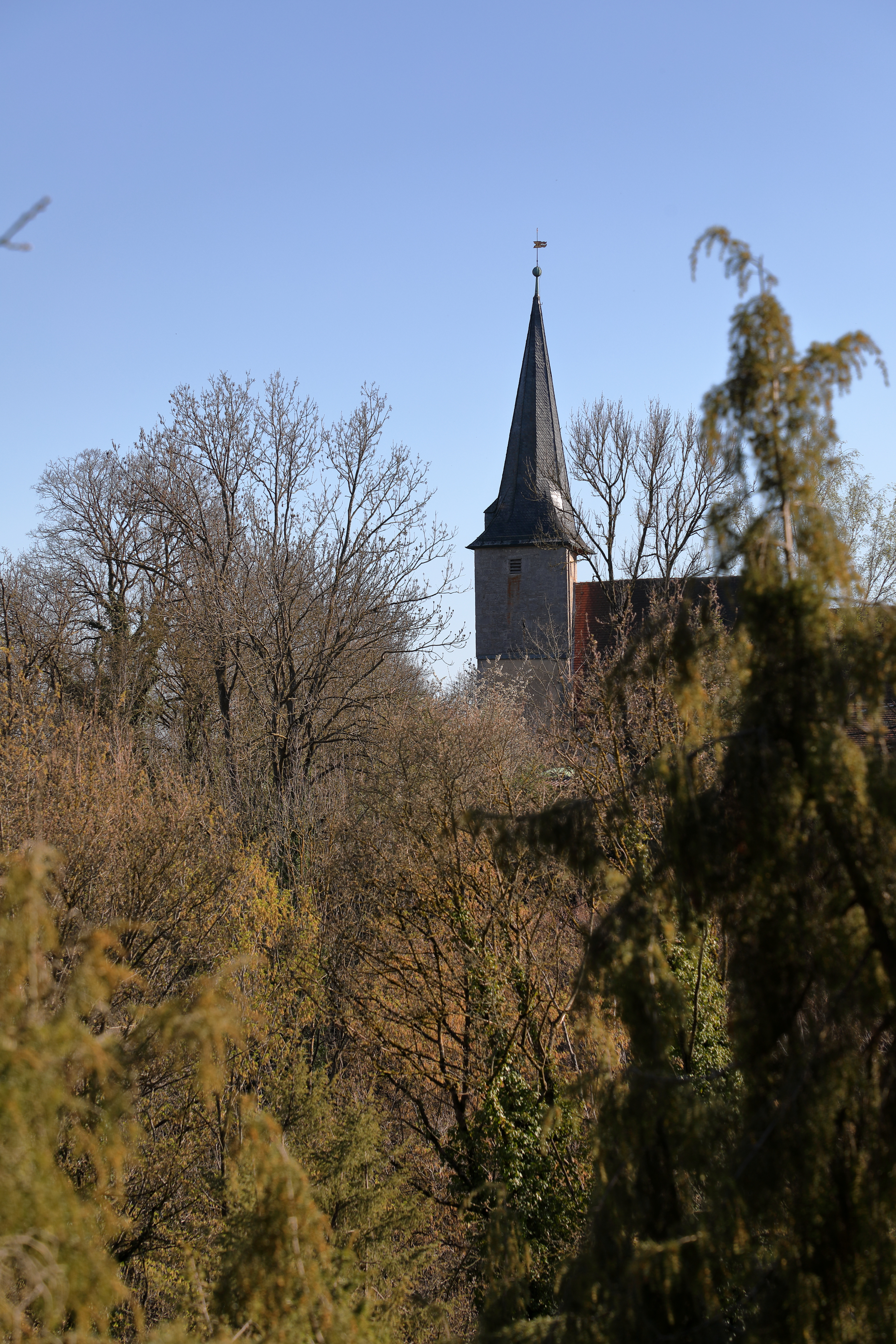
Nikolauskirche in Lichtel

Die Kirchengemeinde Lichtel (ca. 250) umfasste die Stadtteile Lichtel und Oberrimbach und die Aussiedlerhöfe Landturm und Birkhöfe der Stadt Creglingen sowie den Wohnplatz Wolkersfelden des Niederstettener Stadtteils Wildentierbach. Eine Kirche ist 1342 erstmals genannt. Wahrscheinlich war sie dem St. Nikolaus geweiht. Über die Hohenlohe-Brauneck kam sie an den Deutschen Orden und 1349 an das Hochstift Würzburg. 1399 gelangte sie schließlich an die Herrschaft Rothenburg. Von dort wurde die Reformation eingeführt. Die frühgotische Kirche mit Ostturm wurde 1817 und 1860 renoviert. Die Kirche war stets auch für Oberrimbach zuständig, da es dort keine Kirche gibt.
Die Kirchengemeinde Schmerbach (ca. 204) umfasste die Stadtteile Blumweiler (ohne Wolfsbuch und Weiler, die zur Kirchengemeinde Finsterlohr gehörten) und Schmerbach der Stadt Creglingen. Die alte Kirche in Schmerbach gehörte den Kraft von Gattenhofen, welche sie dem Frauenkloster Rothenburg schenkten. Seit dem 16. Jahrhundert war die Reichsstadt Rothenburg im Besitz der Kirche. Sie wurde damals vom Pfarramt Lichtel versehen. Die heutige Johanneskirche stammt jedoch aus dem Jahr 1872.
Blumweiler gehörte zum Gebiet der Freien Reichsstadt Rothenburg ob der Tauber und wurde zunächst von der Pfarrei Leuzenbronn betreut. In Blumweiler gibt es keine Kirche.

### Verbundkirchengemeinde Herrgottstal und Rimbachtal

#### Kirchengemeinde Münster

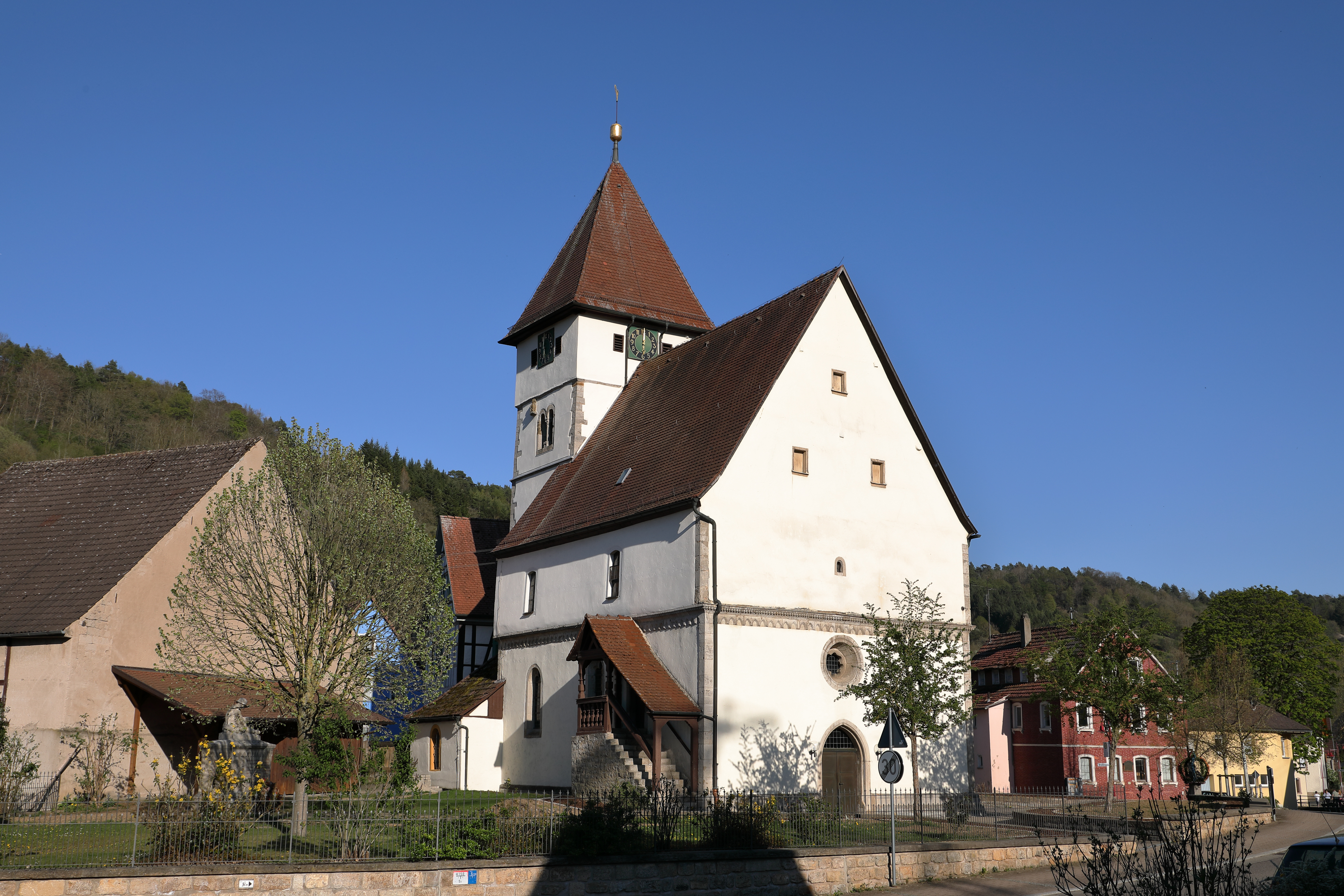
Evangelische Kirche Münster

Die Kirchengemeinde Münster (ca. 211) umfasst den Stadtteil Münster der Stadt Creglingen. Die Kirche in Münster war evtl. Mutterkirche von Creglingen. Das Patronat hatte Hohenlohe als würzburgisches Lehen. 1541 wurde die Allerheiligenkirche evangelische Pfarrkirche. Sie ist eine spätromanische Chorturmkirche mit gotisch eingewölbtem Turm. Der Chor ist kreuzrippengewölbt. In Innern ein romanischer Triumphbogen, eine Renaissance-Kanzel und ein spätbarocker Altar. Die Kirchengemeinde Münster wurde zeitweise vom Pfarramt II in Creglingen betreut.

#### Kirchengemeinde Niederrimbach

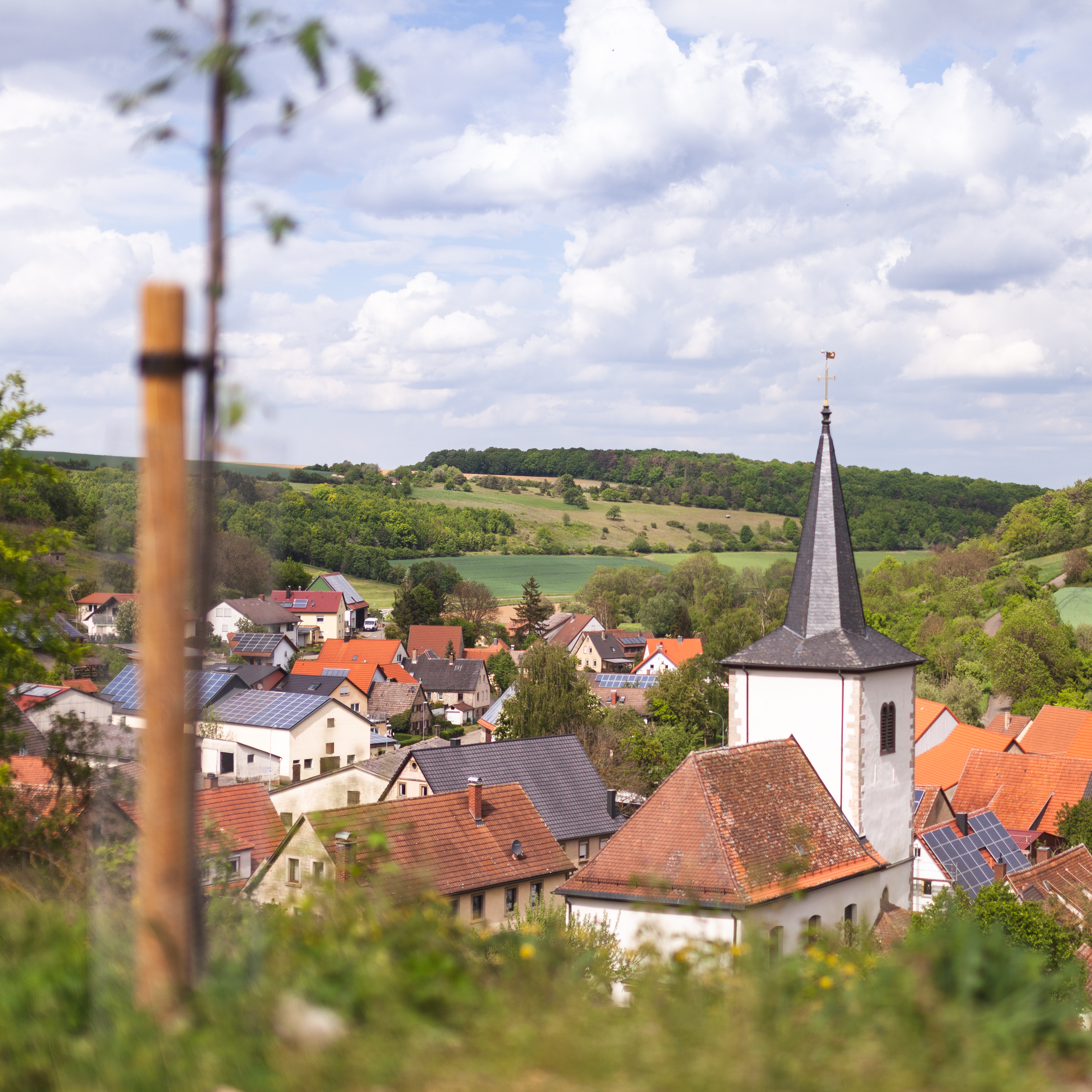
Evang. Kirche Niederrimbach

Die Kirchengemeinde Niederrimbach (ca. 120) umfasst den Stadtteil Niederrimbach der Stadt Creglingen. Kirchlich war Niederrimbach zunächst Filiale von Creglingen. Seit der Reformation war Niederrimbach eine eigene Pfarrei. Ab 1602 gehörte sie zu Brandenburg-Ansbach. Die ursprünglich romanische Kirche wurde 14734 renoviert und stark verändert. Am Chorturm ist der Sockel noch romanisch, teilweise auch das Untergeschoss. Heute wird die Kirchengemeinde Niederrimbach vom Pfarramt Münster betreut.

#### Kirchengemeinde Standorf

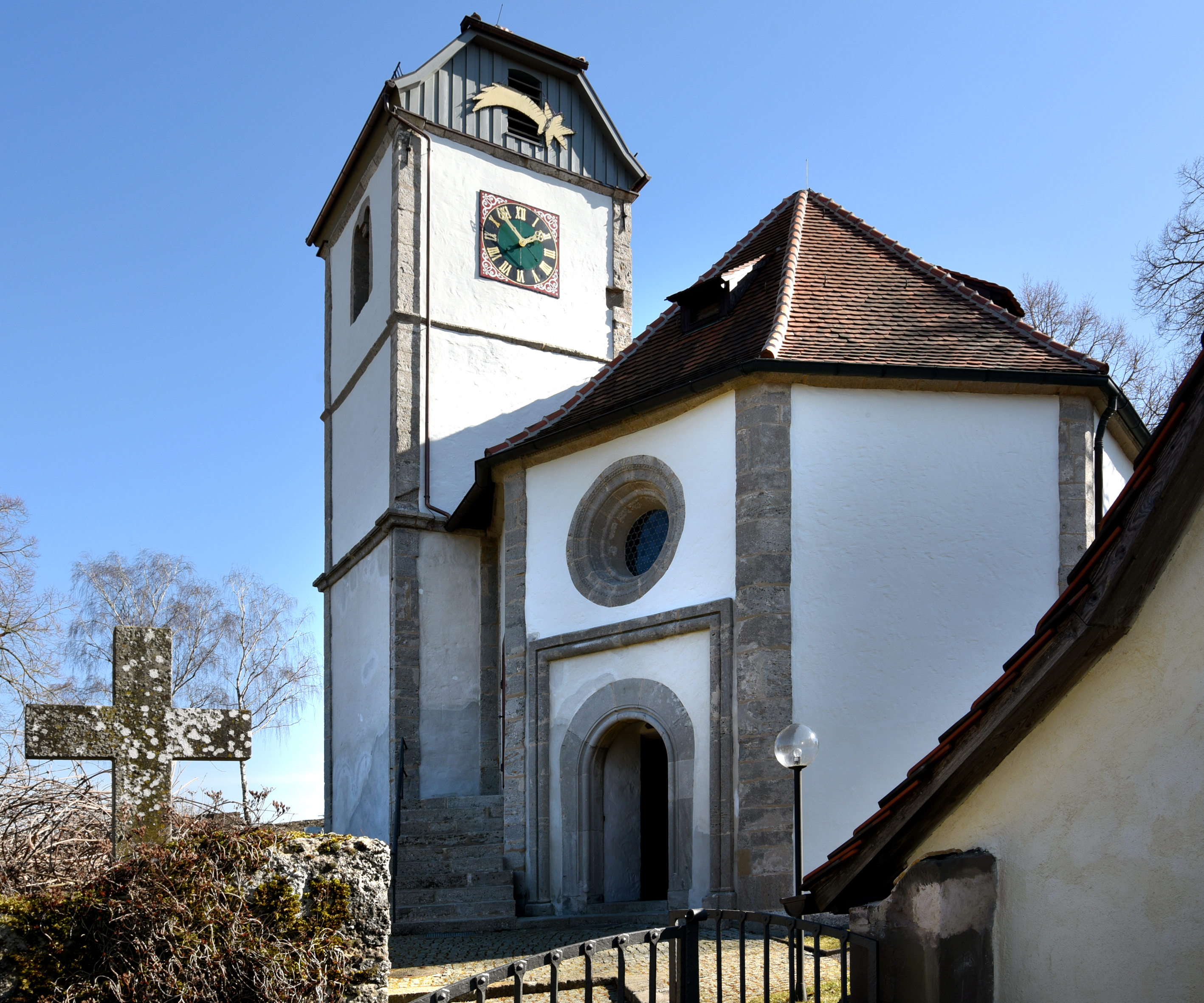
Ulrichskapelle in Standorf

Die Kirchengemeinde Standorf (ca. 80) umfasst den Wohnplatz Standorf des Stadtteils Niederrimbach der Stadt Creglingen und den Weiler Oberndorf des Stadtteils Neubronn der Stadt Weikersheim.
Der kleine Ort Standorf kam über die Herren von Hohenlohe an Weinsberg und von dort im 15. Jahrhundert an Brandenburg-Ansbach. Die ehemalige Wallfahrtskirche St. Ulrich ist wohl im 12. oder 13. Jahrhundert erbaut worden. Sie hat ein Oktogon mit Chor. Nach der Reformation wurde Standorf eine Filiale von Creglingen. Vom dortigen Pfarramt wird die Kirchengemeinde Standorf bis heute betreut.
Mit Wirkung vom 11. November 2001 wurde der zum Stadtteil Neubronn der Stadt Weikersheim gehörige Weiler Oberndorf, der bis dahin zur Kirchengemeinde Neubronn gehörte, der Kirchengemeinde Standorf angegliedert.

### Kirchengemeinde Igersheim
Die Kirchengemeinde Igersheim (ca. 1.494) umfasst die Gemeinde Igersheim. Die Gemeinde Igersheim und ihre Ortsteile gehörten bis 1803 überwiegend zum Amt Neuhaus des Deutschen Ordens. Sie blieben daher nach der Reformation katholisch. Überwiegend erst nach dem Zweiten Weltkrieg zogen auch Protestanten nach Igersheim und in die Ortsteile Bernsfelden, Harthausen, Neuses und Simmringen. Sie wurden zunächst den Evangelischen Kirchengemeinden Bad Mergentheim, Nassau und Schäftersheim zugeordnet. 1973 wurde in Igersheim ein Gemeindehaus erbaut. Mit Wirkung vom 12. November 1989 wurde aus allen Gebieten, die zur politischen Gemeinde Igersheim gehören, die selbständige Kirchengemeinde Igersheim gegründet. 1996 konnte sich die Gemeinde schließlich ihr heutiges Gemeindezentrum erbauen.

### Kirchengemeinde Neunkirchen
Die Kirchengemeinde Neunkirchen (ca. 385) umfasst den Stadtteil Neunkirchen der Stadt Bad Mergentheim. Eine Pfarrei ist in Neunkirchen bereits 1272 erwähnt. 1470 gelangte die Kirche an den Deutschen Orden. Dennoch führten die Geyer die Reformation ein. Die heutige Kirche wurde 1822/23 im neoromanischen Stil erbaut. Das Pfarramt Neunkirchen betreut heute auch die Kirchengemeinden Althausen und Edelfingen.

### Gesamtkirchengemeinde Niederstetten
Die Kirchengemeinde Niederstetten (ca. 1.570) umfasst die Kernstadt Niederstetten mit den zugehörigen Weilern. Sie wurde durch Bekanntmachung des Oberkirchenrats vom 13. April 1933 gebildet, als die Kirchengemeinde Sichertshausen von der damaligen Kirchengemeinde Ettenhausen (Kirchenbezirk Künzelsau) gelöst und der Kirchengemeinde Niederstetten zugeordnet wurde.

#### Kirchengemeinde Niederstetten

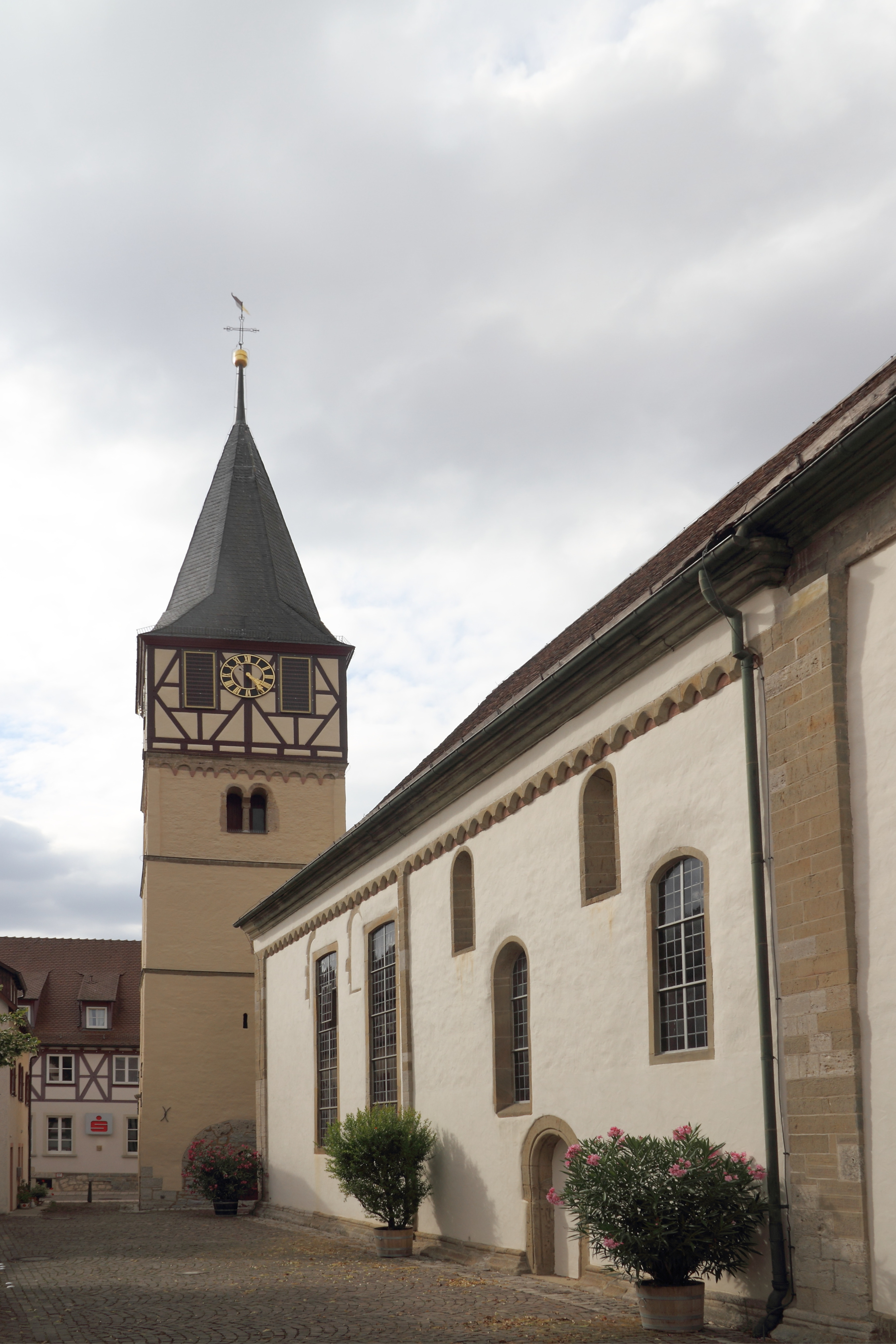
Evang. Kirche Niederstetten

Die Kirchengemeinde Niederstetten (ca. 1523) umfasst die Kernstadt Niederstetten und einige zugehörige Weiler. Die Kirche St. Jakob ist schon sehr alt und hat schon lange Pfarrrechte. Zur Pfarrei gehörte ursprünglich auch Laudenbach und Wermutshausen. Über das Stift Neumünster bei Würzburg gelangte das Patronatsrecht nach der Reformation an die jeweilige Herrschaft, darunter die Herren von Rosenberg und die Grafen von Hatzfeld. Die romanische Kirche hat einen gegliederten Saal. Der Chor wurde 1788 erweitert. Im Innern sind ein spätgotischer Flügelaltar und Grabmäler der Herren von Rosenberg zu sehen. Das Pfarramt Niederstetten betreut auch die Kirchengemeinde Sichertshausen, die durch Bekanntmachung des Oberkirchenrats vom 13. April 1933 von der damaligen Gesamtkirchengemeinde Ettenhausen (Kirchenbezirk Künzelsau) gelöst und der Kirchengemeinde Niederstetten zugeordnet wurde, mit der sich seither die Gesamtkirchengemeinde Niederstetten bildet. Mit Wirkung vom 1. April 1939 wurde die Gesamtkirchengemeinde Niederstetten mit ihren beiden Teilkirchengemeinden in den Kirchenbezirk Weikersheim umgegliedert.
Bis 1848 gehörte der Wohnplatz Rehhof zur Pfarrei Wermutshausen, danach zur Pfarrei Niederstetten.

#### Kirchengemeinde Sichertshausen

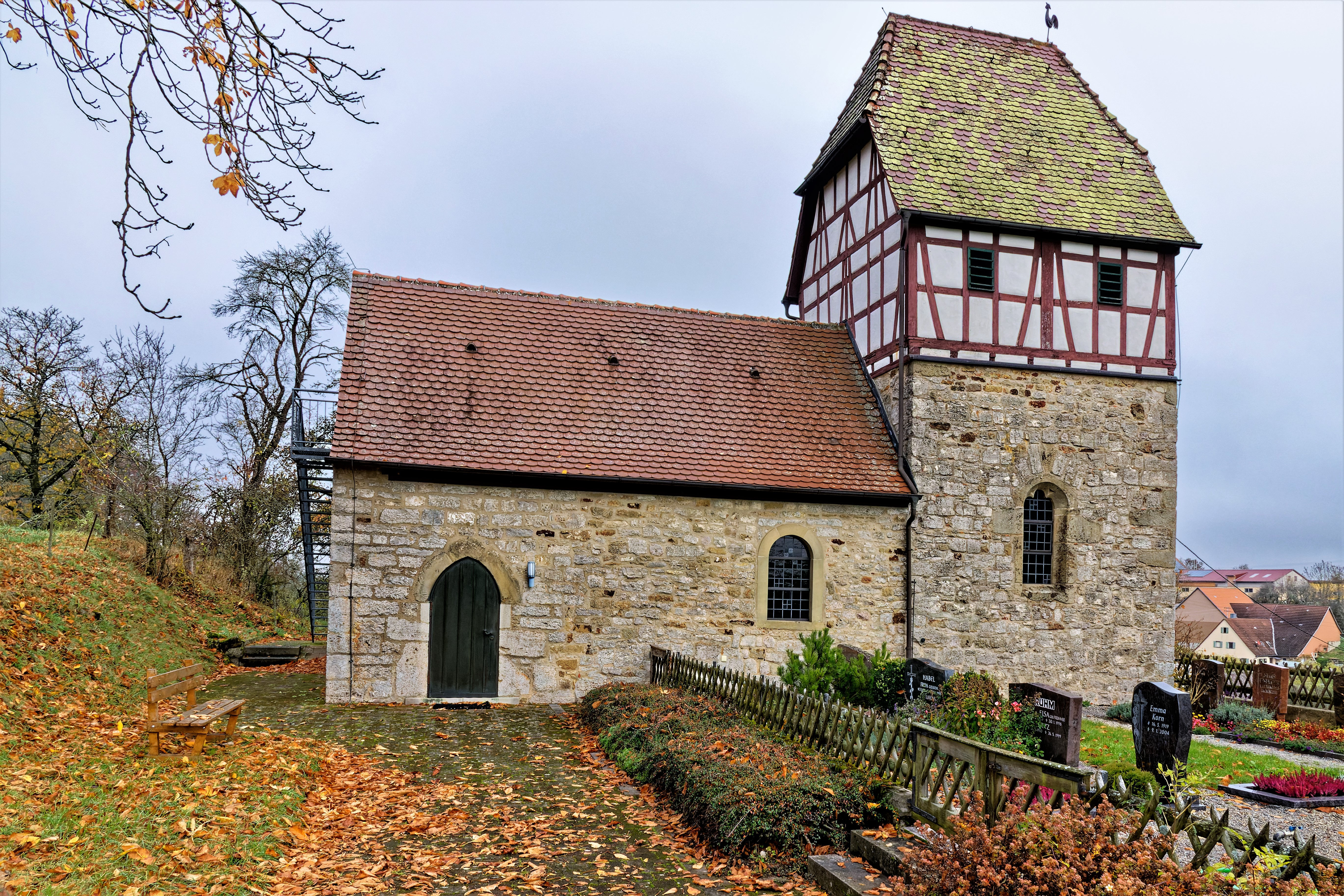
Veitskapelle in Sichertshausen

Die Kirchengemeinde Sichertshausen (ca. 38) umfasst den Weiler Sichertshausen der Kernstadt Niederstetten. Kirchlich gehörte Sichertshausen zunächst zu Billingsbach, später zu Ettenhausen (Kirchenbezirk Künzelsau), mit der sie zuletzt die Gesamtkirchengemeinde Ettenhausen bildete. Durch Bekanntmachung des Oberkirchenrats vom 13. April 1933 wurde die Kirchengemeinde Sichertshausen von der Gesamtkirchengemeinde Ettenhausen gelöst und der Kirchengemeinde Niederstetten (damals noch Kirchenbezirk Blaufelden) zugeordnet, mit der sie forthin die Gesamtkirchengemeinde Niederstetten bildete. Das Kultministerium hatte die neue Gesamtkirchengemeinde Niederstetten mit Schreiben vom 10. April 1933 als Körperschaft des öffentlichen Rechts anerkannt. Mit Wirkung vom 1. April 1939 wurde die Kirchengemeinde Sichertshausen zusammen mit der ihrer Muttergemeinde Niederstetten in den Kirchenbezirk Weikersheim umgegliedert.
Die gotische Kapelle St. Veith in Sichertshausen hat einen Chorturm aus dem 13. Jahrhundert mit einem Fachwerkobergeschoss.

### Verbundkirchengemeinde Schäftersheim-Elpersheim-Markelsheim-Nassau
Zur Verbundkirchengemeinde Schäftersheim-Elpersheim-Markelsheim-Nassau
haben sich vier Kirchengemeinden zusammengeschlossen. Davon gehörten zwei zuvor zur Gesamtkirchengemeinde Elpersheim-Markelsheim (ca. 890), die zum 11. November 2001 gebildet wurde. Damals wurde für Markelsheim aus der bisherigen Kirchengemeinde Elpersheim eine eigene Kirchengemeinde herausgelöst und gleichzeitig eine neue Gesamtkirchengemeinde aus den nunmehr beiden Kirchengemeinden gebildet.

#### Kirchengemeinde Schäftersheim

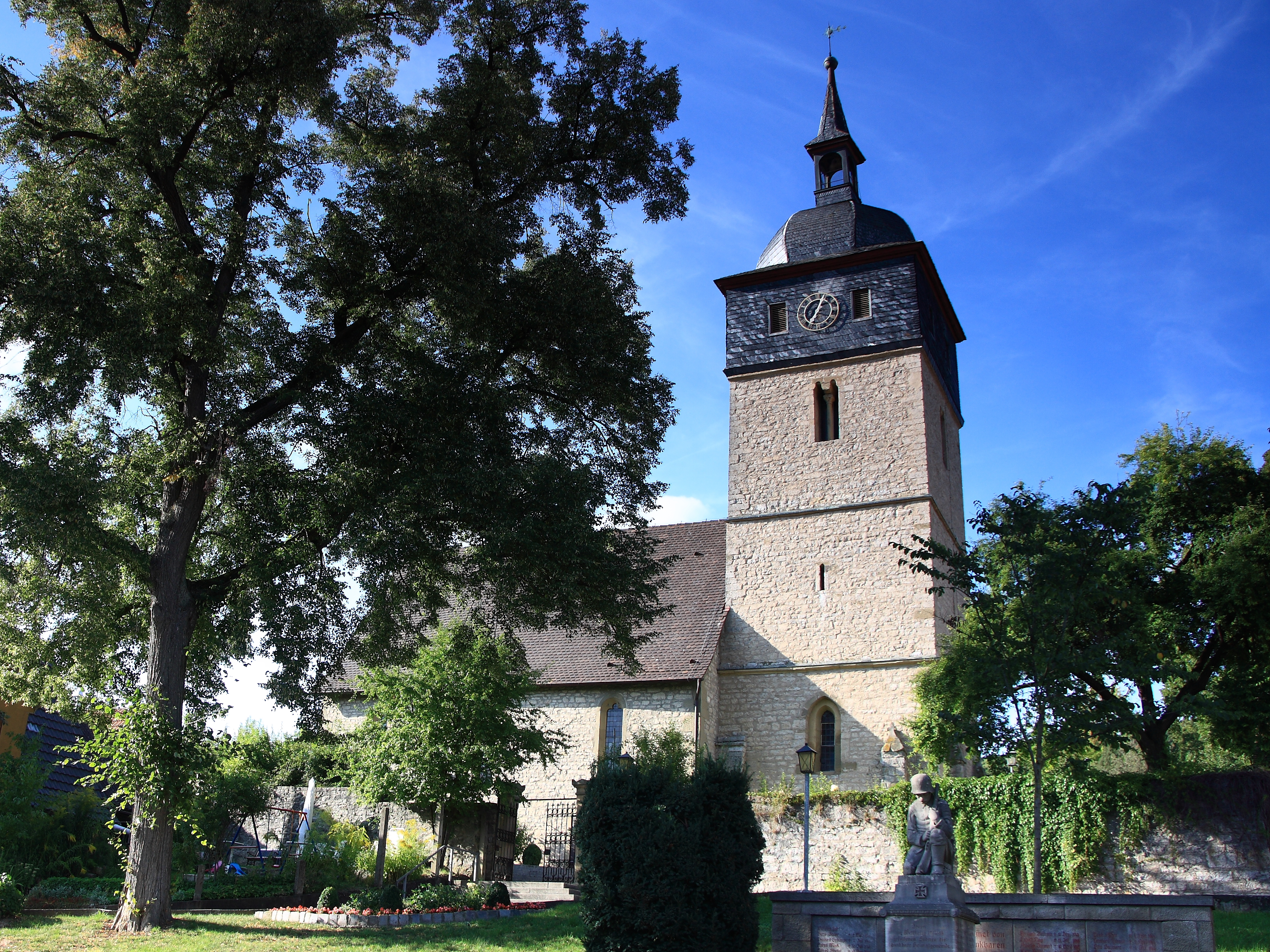
St. Nikolaus in Schäftersheim

Die Kirchengemeinde Schäftersheim (ca. 680) umfasst den Stadtteil Schäftersheim der Stadt Weikersheim. Kirchlich gehörte der Ort zunächst zu Weikersheim. Doch gab es bereits eine Filialkirche St. Nikolaus, die wohl eine Comburgische Stiftung war und 1403 eigene Pfarrkirche wurde. Hohenlohe führte die Reformation ein. Die romanische Chorturmkirche St. Nikolaus hat ein gotisches Schiff.

#### Kirchengemeinde Elpersheim

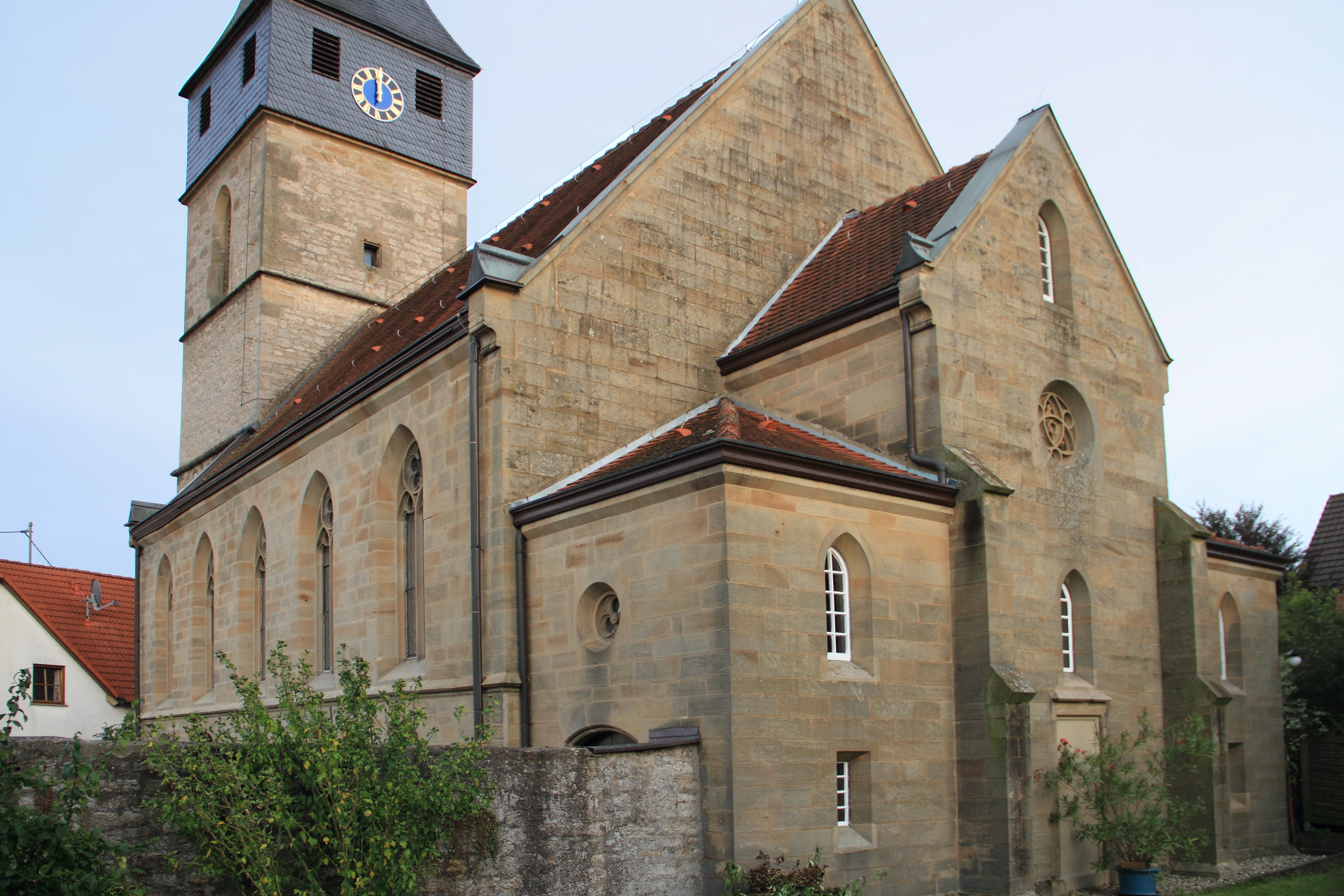
Evang. Kirche Elpersheim

Die Kirchengemeinde Elpersheim (ca. 350 (2005)) umfasst den Stadtteil Elpersheim der Stadt Weikersheim. Die St. Georgskirche ist wohl eine alte Pfarrkirche, ist aber erst 1341 bezeugt. Die Patronatsrechte lagen bei der Ortsherrschaft. Die Chorturmanlage mit kreuzrippengewölbtem Chor und spätgotisch aufgestocktem Geschoss hat ein neugotisches Schiff. Die Gemeinde besitzt auch ein Gemeindehaus und ist Träger eines Kindergartens.

#### Kirchengemeinde Markelsheim
Die Kirchengemeinde Markelsheim (ca. 580 (2005)) umfasst den Stadtteil Markelsheim der Stadt Bad Mergentheim. Der Ort blieb als Besitzung des Deutschen Ordens nach der Reformation katholisch. Erst nach dem Zweiten Weltkrieg zogen auch Protestanten zu, die zunächst zur Kirchengemeinde Elpersheim gehörten, seit 11. November 2001 aber eine eigene Kirchengemeinde bilden. Eine Kirche besitzt die Kirchengemeinde Markelsheim nicht. Gottesdienste werden etwa zwei Mal im Monat im Evangelischen Gemeindehaus gefeiert.

#### Kirchengemeinde Nassau

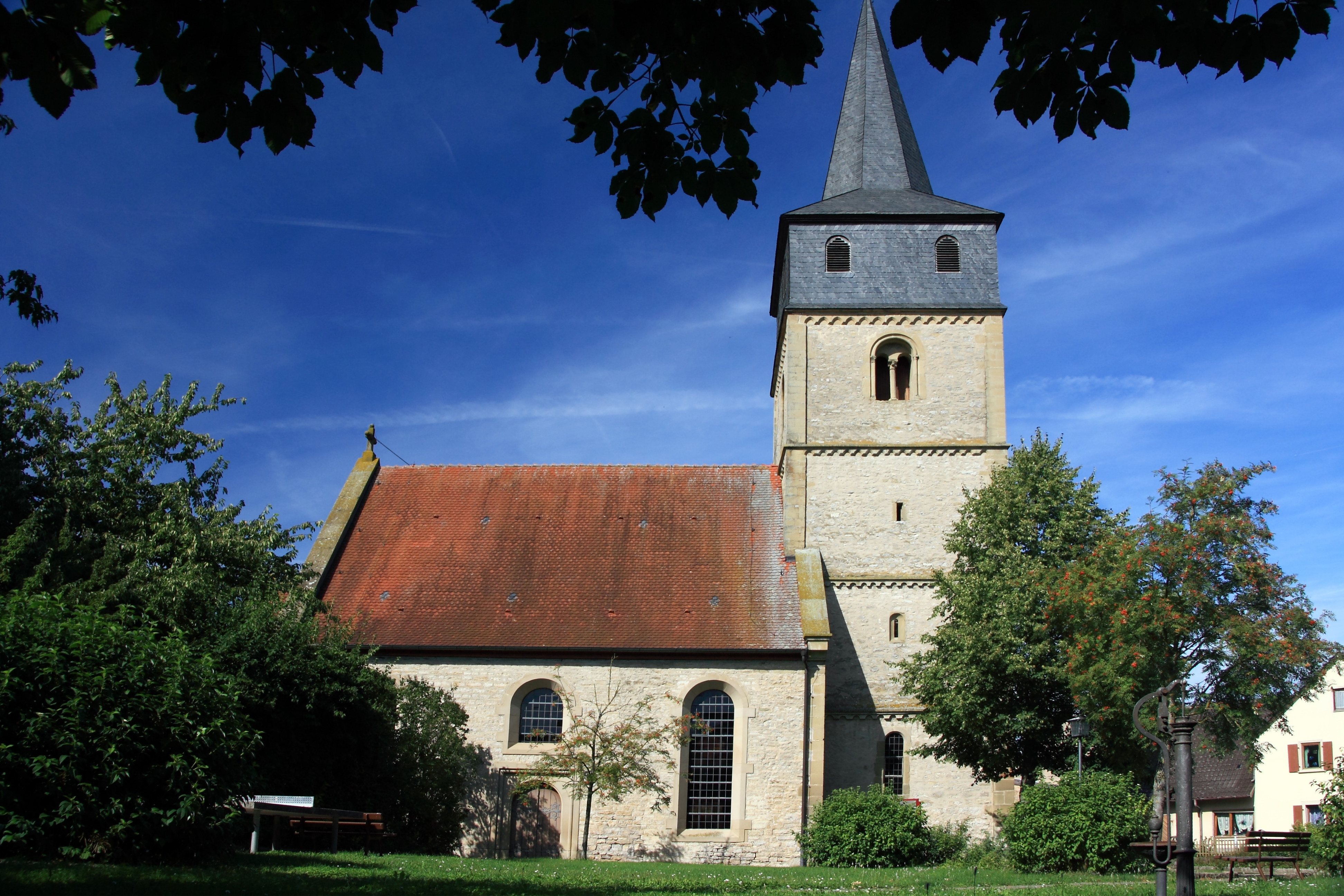
Evangelische Kirche Nassau

Die Kirchengemeinde Nassau (ca. 213) umfasst den Stadtteil Nassau der Stadt Weikersheim. Kirchlich gehörte der Ort wohl zu Weikersheim. Ein Pfarrer ist aber bereits 1293 genannt. Ab 1544 wird die Kirche als St. Bartholomäuskirche genannt. Sie ist eine Chorturmkirche mit spätromanischem Turm. Im Innern gibt es Wandmalereien um 1300. Das Schiff wurde mehrfach umgestaltet, zuletzt 1894.

### Verbundkirchengemeinde Vorbachzimmern
Die Verbundkirchengemeinde Vorbachzimmern besteht seit 2022.

#### Kirchengemeinde Vorbachzimmern

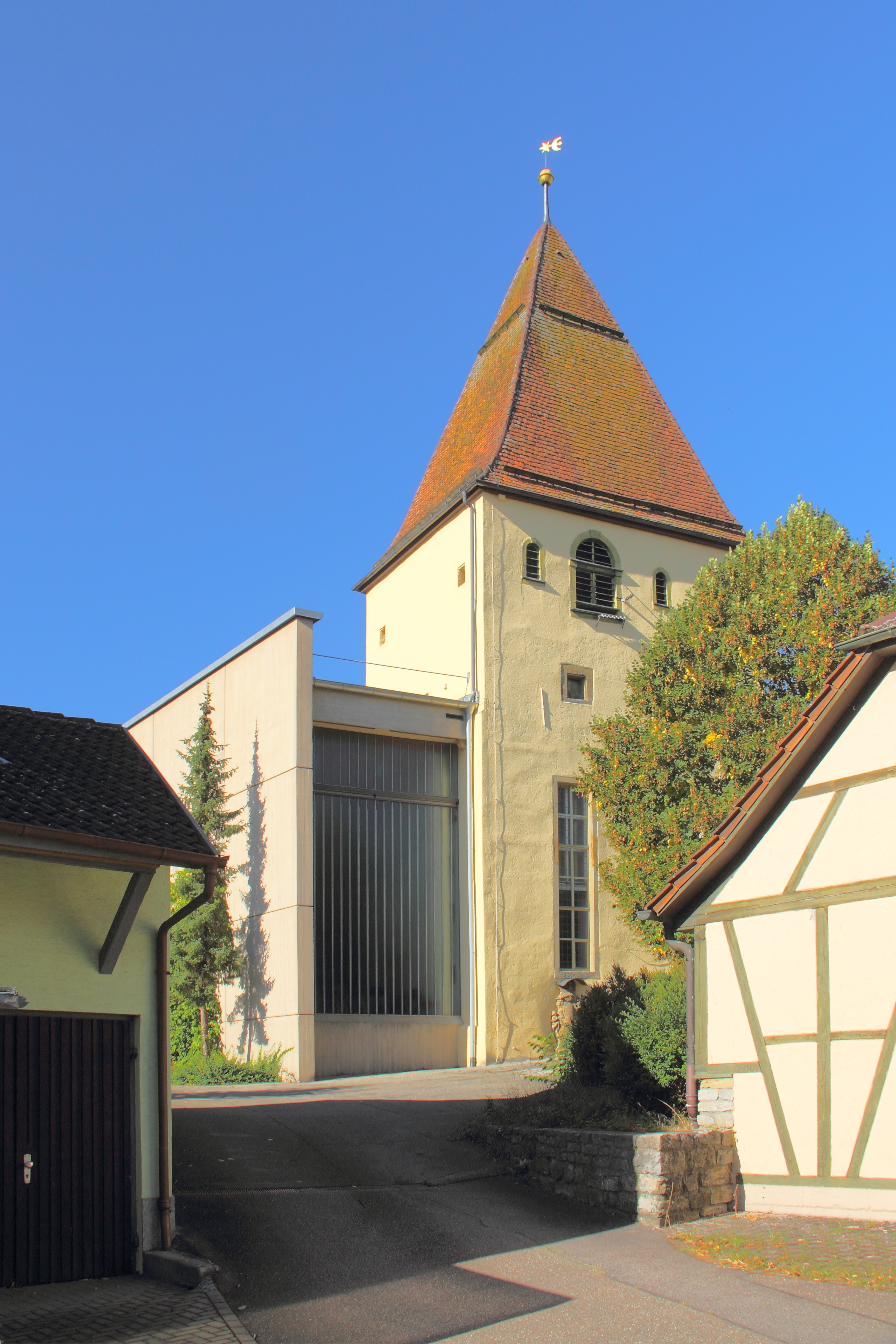
Evang. Kirche Vorbachzimmern

Die Kirchengemeinde Vorbachzimmern (ca. 675) umfasst den Stadtteil Vorbachzimmern (ca. 330) der Stadt Niederstetten. Ursprünglich gehörte der Ort kirchlich zu Niederstetten. Nach der Reformation wurde von Finsterlohr aus eine eigene Pfarrei errichtet, die zu Hohenlohe gehörte. Die gotische Marienkapelle mit Ostturm wurde 1778 erweitert und umgestaltet. 1967 erhielt die heutige St. Nikolauskirche ein neues Schiff.

#### Kirchengemeinde Adolzhausen

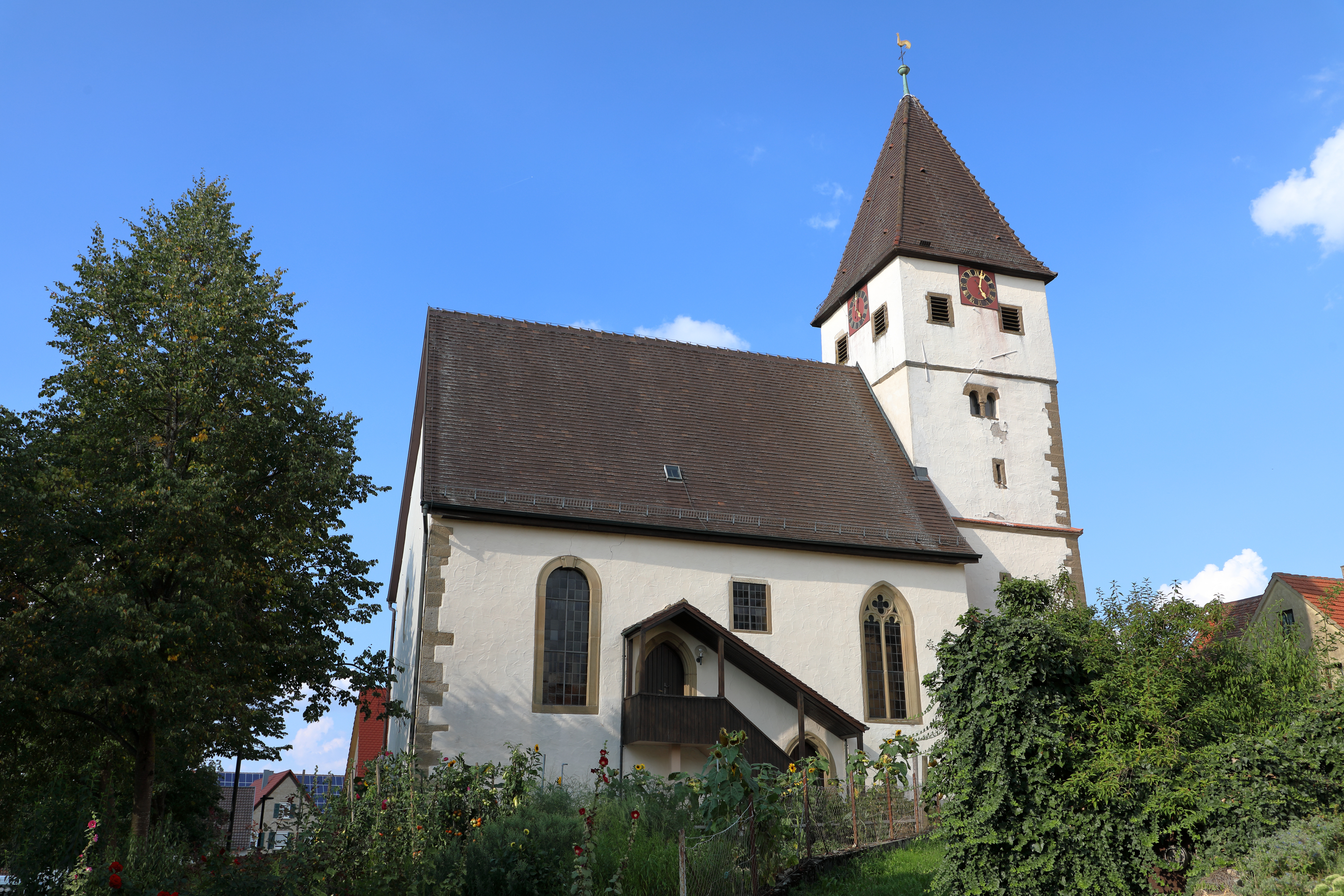
Evang. Kirche Adolzhausen

Die Kirchengemeinde Adolzhausen (ca. 184) umfasst den Stadtteil Adolzhausen der Stadt Niederstetten. Kirchlich gehörte Adolzhausen zunächst zu Hollenbach. Doch gab es eine Kapelle des Hl. Oswald, die 1453 zur Pfarrkirche erhoben wurde. Zur Pfarrei gehörten auch Herbsthausen und Schönbühl (bis 1650). Ursprünglich gehörte das Patronat der Kirche dem Deutschen Orden. Hohenlohe führte die Reformation ein. Die heutige Kirche hat noch einen romanischen Chorturm, das spätgotische Schiff wurde 1760 nach Westen verlängert und 1879 erneuert.

#### Kirchengemeinde Pfitzingen

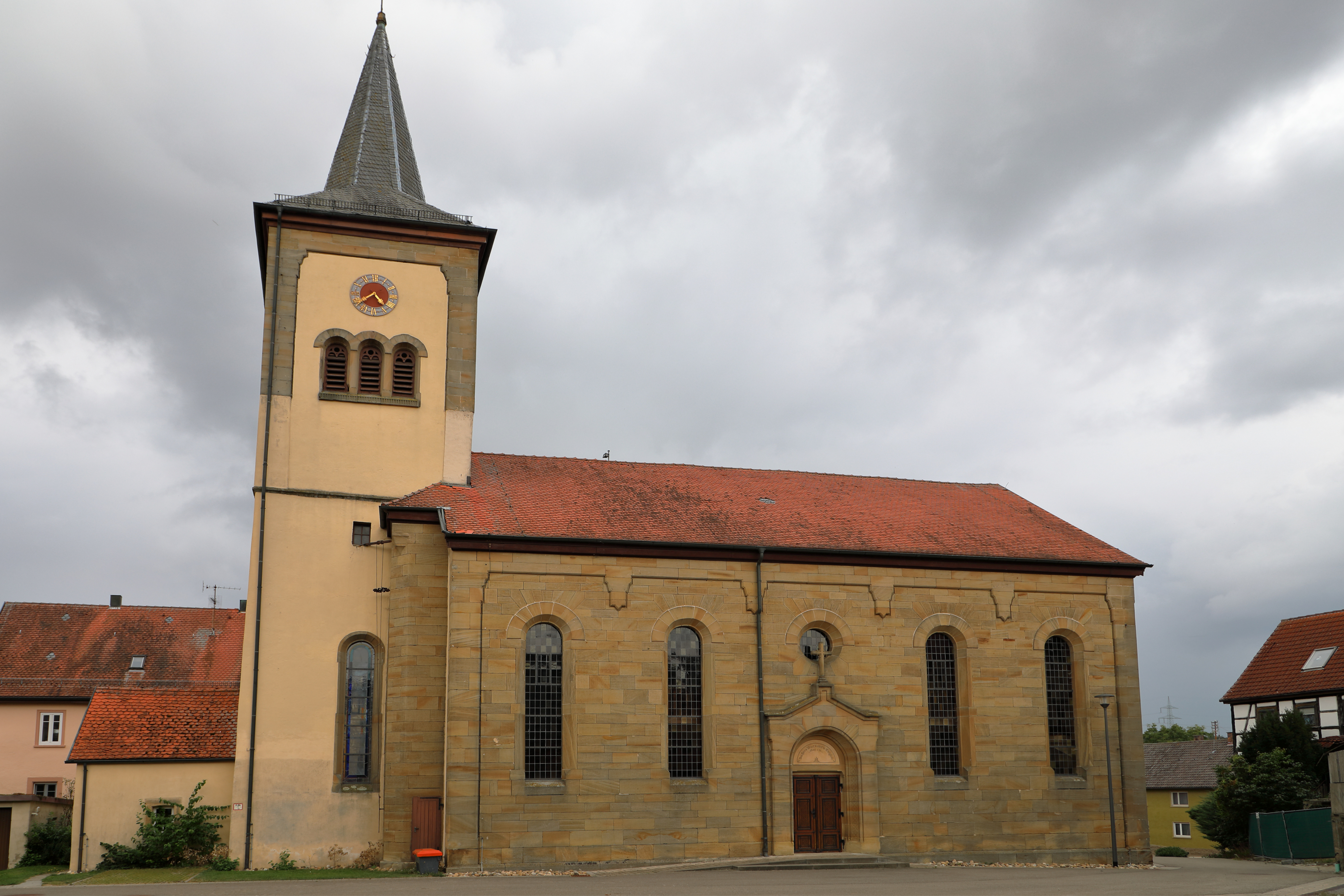
Evang. Kirche Pfitzingen

Die Kirchengemeinde Pfitzingen (ca. 239) umfasst die Stadtteile Herrenzimmern und Pfitzingen der Stadt Niederstetten sowie den Stadtteil Haagen der Stadt Weikersheim. Eine Pfarrei ist in Pfitzingen bereits 1292 bezeugt. Zum Pfarrsprengel gehörte auch Herrenzimmern, wo es keine Kirche gibt und seit der Reformation auch Rüsselhausen (siehe eigene Kirchengemeinde). Von der Pfitzinger Kirche, heute Dreieinigkeitskirche, ist noch der Turm aus dem 13. Jahrhundert erhalten. Der übrige Bau wurde 1857 im neoromanischen Stil erbaut. Heute wird die Kirchengemeinde Pfitzingen vom Pfarramt Vorbachzimmern betreut.
Haagen war kirchlich eine Filiale von Laudenbach, in der durch Finsterlohr die Reformation eingeführt wurde. Bischof Julius Echter von Mespelbrunn machte dies jedoch wieder rückgängig, so dass der Ort heute überwiegen katholisch ist. Die überwiegend nach dem Zweiten Weltkrieg zugezogenen Bewohner wurden der Kirchengemeinde Pfitzingen zugeordnet.

#### Kirchengemeinde Rüsselhausen

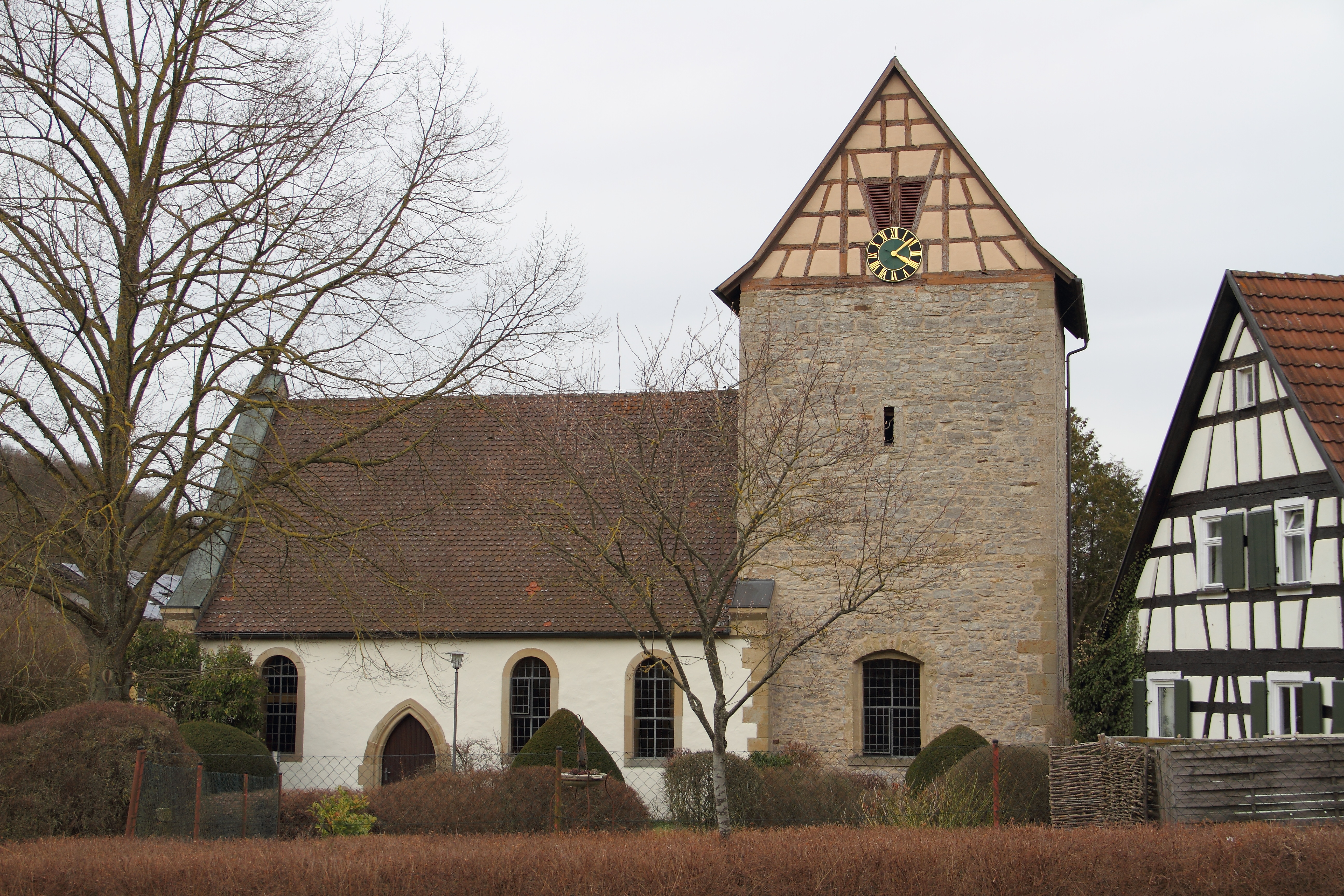
Evang. Kirche Rüsselhausen

Die Kirchengemeinde Rüsselhausen (ca. 105) umfasst den Stadtteil Rüsselhausen der Stadt Niederstetten. 1313 ist in Rüsselhausen eine Kapelle erwähnt, die wohl zu Markelsheim gehörte. Im 14. Jahrhundert wurde sie eigene Pfarrkirche. Das Patronatrecht hatte die jeweilige Ortsherrschaft. Seit der Reformation gehörte der Ort kirchlich zu Pfitzingen.

### Verbundkirchengemeinde Wachbach-Herbsthausen

#### Kirchengemeinde Wachbach

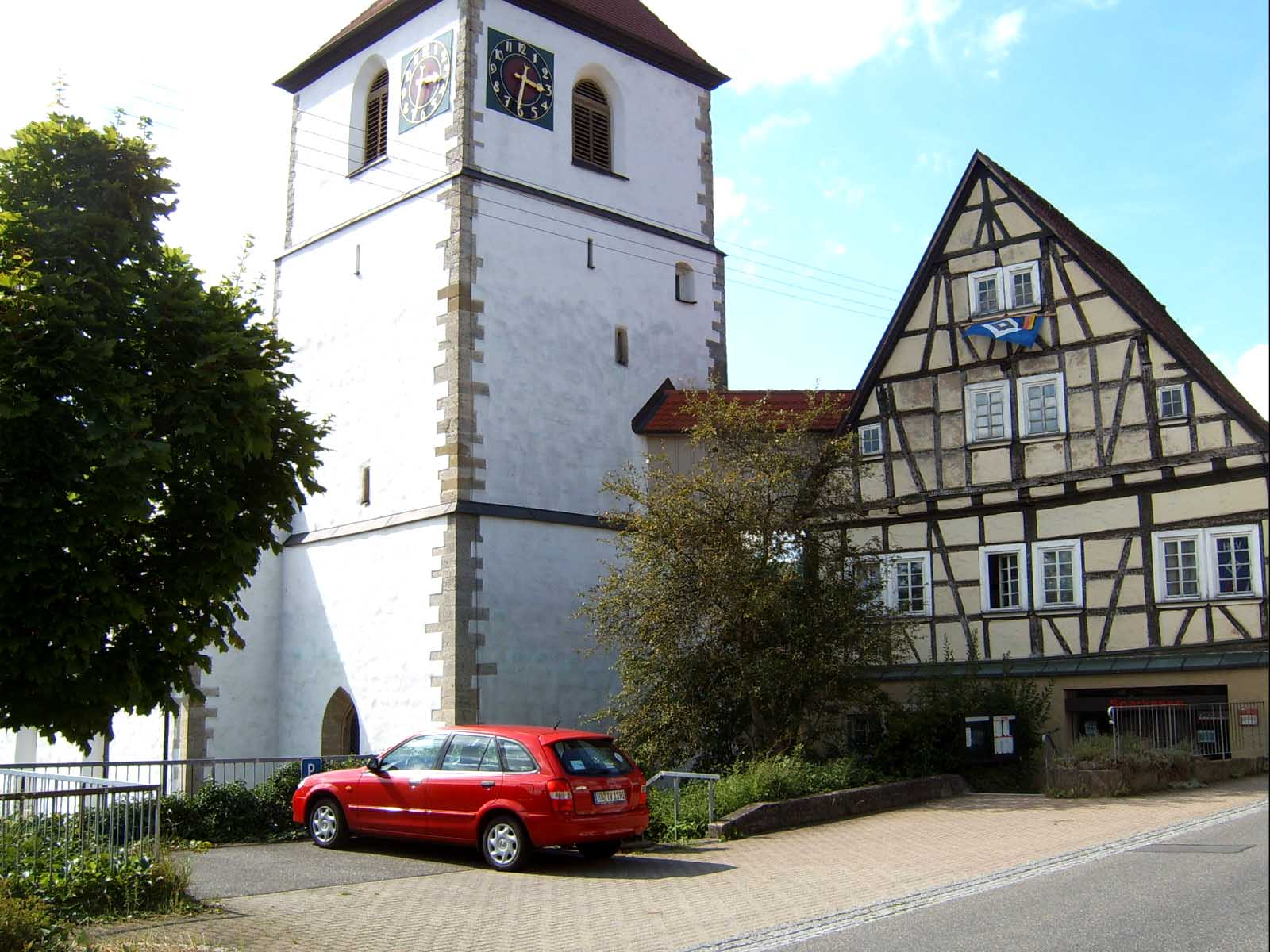
Evangelische Kirche Wachbach

Die Kirchengemeinde Wachbach (ca. 700) umfasst die Stadtteile Apfelbach, Hachtel, Rot mit Dörtel, Stuppach und Wachbach der Stadt Bad Mergentheim. Eine Kirche ist in Wachbach schon im 11. Jahrhundert erwähnt, als diese vom König an den Herzog von Bayern gelangte. Später gehörte sie den Reich von Mergentheim und dem Haus Hohenlohe. In der Reformationszeit gehörte der Ort den Herren von Adelsheim, welche das Luthertum einführten. Dennoch gab es weiterhin auch katholische Bewohner, die dem Deutschen Orden unterstanden. Die evangelische Pfarrkirche Wachbach ist eine romanische Chorturmanlage mit rippengewölbtem Chor.
Apfelbach, Rot und Stuppach blieben infolge der Zugehörigkeit zum Deutschen Orden nach der Reformation katholisch. Erst nach dem Zweiten Weltkrieg zogen auch Protestanten in diese Orte. Diese wurden dann der evangelischen Kirchengemeinde Wachbach zugeordnet. Hachtel gehörte kirchlich stets zu Wachbach und hat keine eigene evangelische Kirche.

#### Kirchengemeinde Herbsthausen

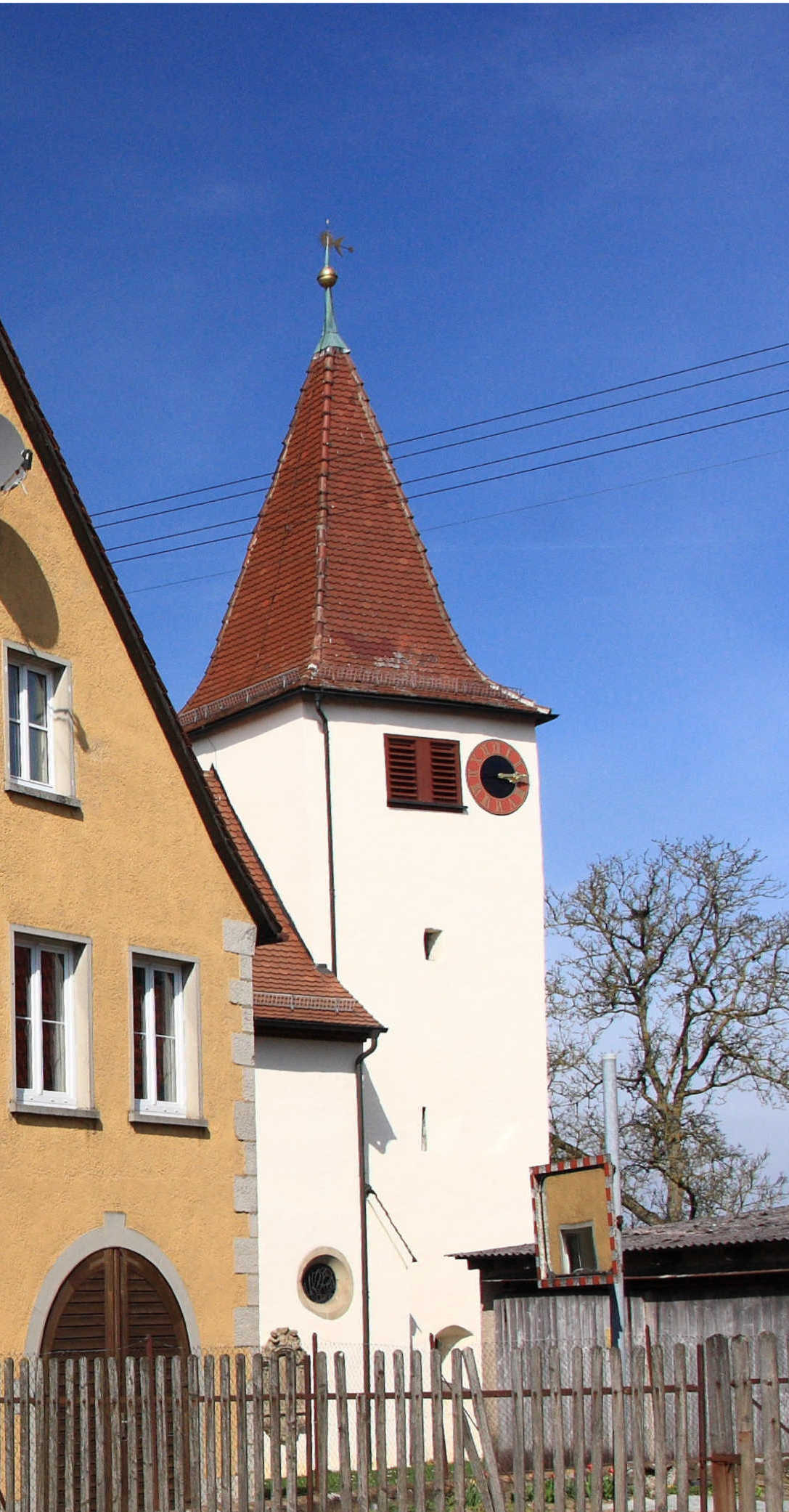
St.-Johannes-Kirche in Herbsthausen

Die Kirchengemeinde Herbsthausen (ca. 130) umfasst den Stadtteil Herbsthausen der Stadt Bad Mergentheim. Kirchlich war Herbsthausen zunächst eine Filiale von Hollenbach. 1453 wurde der Ort der neu errichteten Pfarrei Adolzhausen zugeordnet. Eine Kapelle zum Hl. Johannes Evangelist ist bereits 1453 erwähnt. Sie ist die Keimzelle der heutigen Chorturmkirche, die 1619, 1703 und ab 1873 verändert bzw. renoviert wurde.

### Verbundkirchengemeinde Weikersheim-Neubronn
Zur Verbundkirchengemeinde Weikersheim-Neubronn schlossen sich 2019 die Kirchengemeinden Weikersheim und Neubronn zusammen.

#### Kirchengemeinde Weikersheim

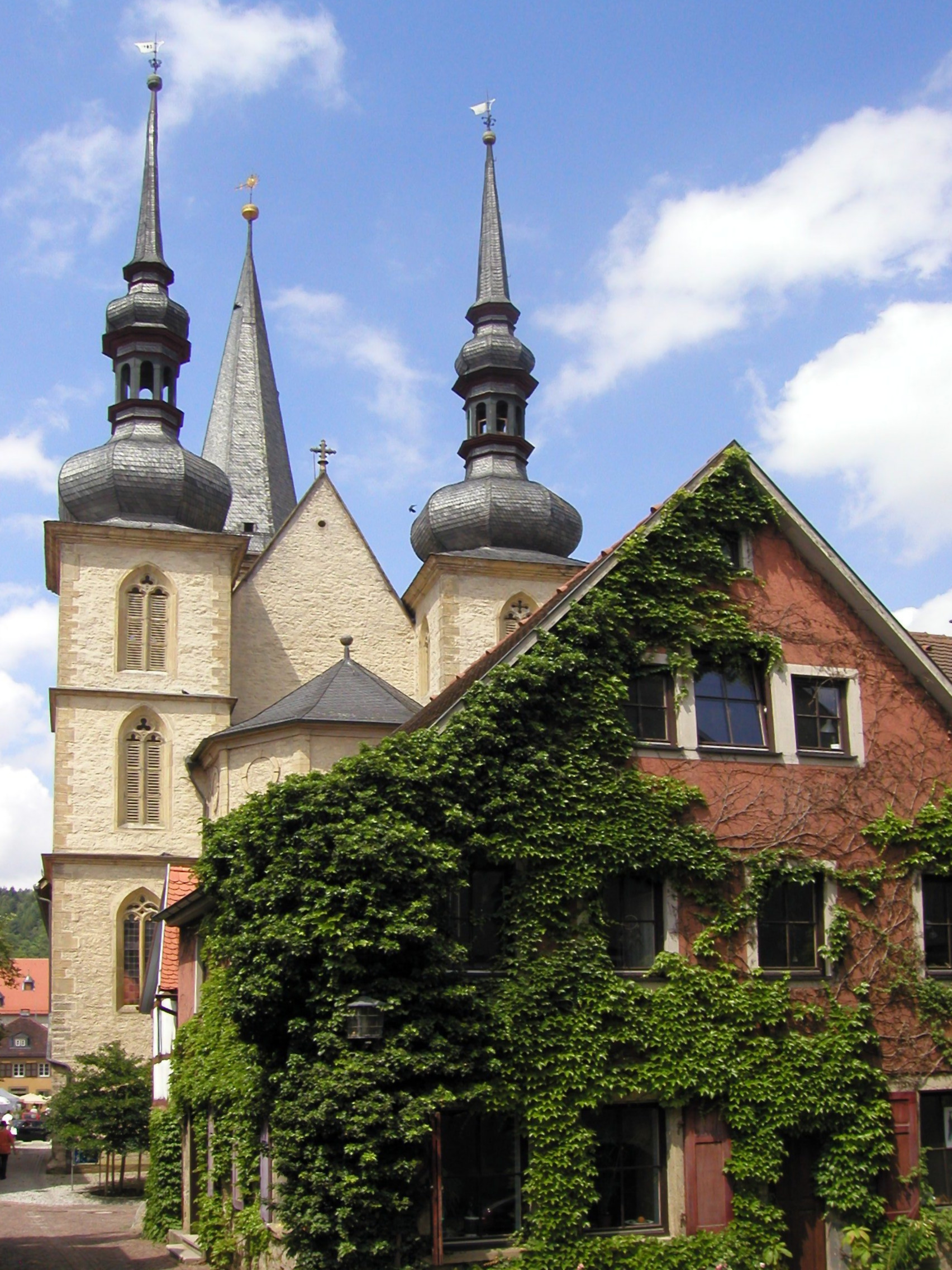
Evang. Stadtkirche Weikersheim

Die Kirchengemeinde Weikersheim (ca. 1980) umfasst die Kernstadt Weikersheim und die Stadtteile Honsbronn und Queckbronn. Ein Pfarrer ist bereits 1219 erstmals erwähnt. Die Kirche St. Georg unterstand dem Stift Neumünster. Zum Sprengel gehörte auch Honsbronn und Schäftersheim, bis das letztgenannte 1403 eine eigene Pfarrei wurde. Die heutige Stadtkirche wurde 1419 bis 1425 neu erbaut. Die Stadtkirche ist eine spätgotische Hallenkirche mit Westturm und Chorseitentürmen mit barocker Bekrönung. Kunstgeschichtlich bedeutsam ist das „Weikersheimer Prinzle“, ein Kinderepitaph. Nach dem Übergang von Hohenlohe an Württemberg wurde Weikersheim Sitz eines Dekanats.
Mindestens seit dem 17. Jahrhundert gehört auch Queckbronn kirchlich zu Weikersheim. In Queckbronn gibt es keine Kirche.

#### Kirchengemeinde Neubronn

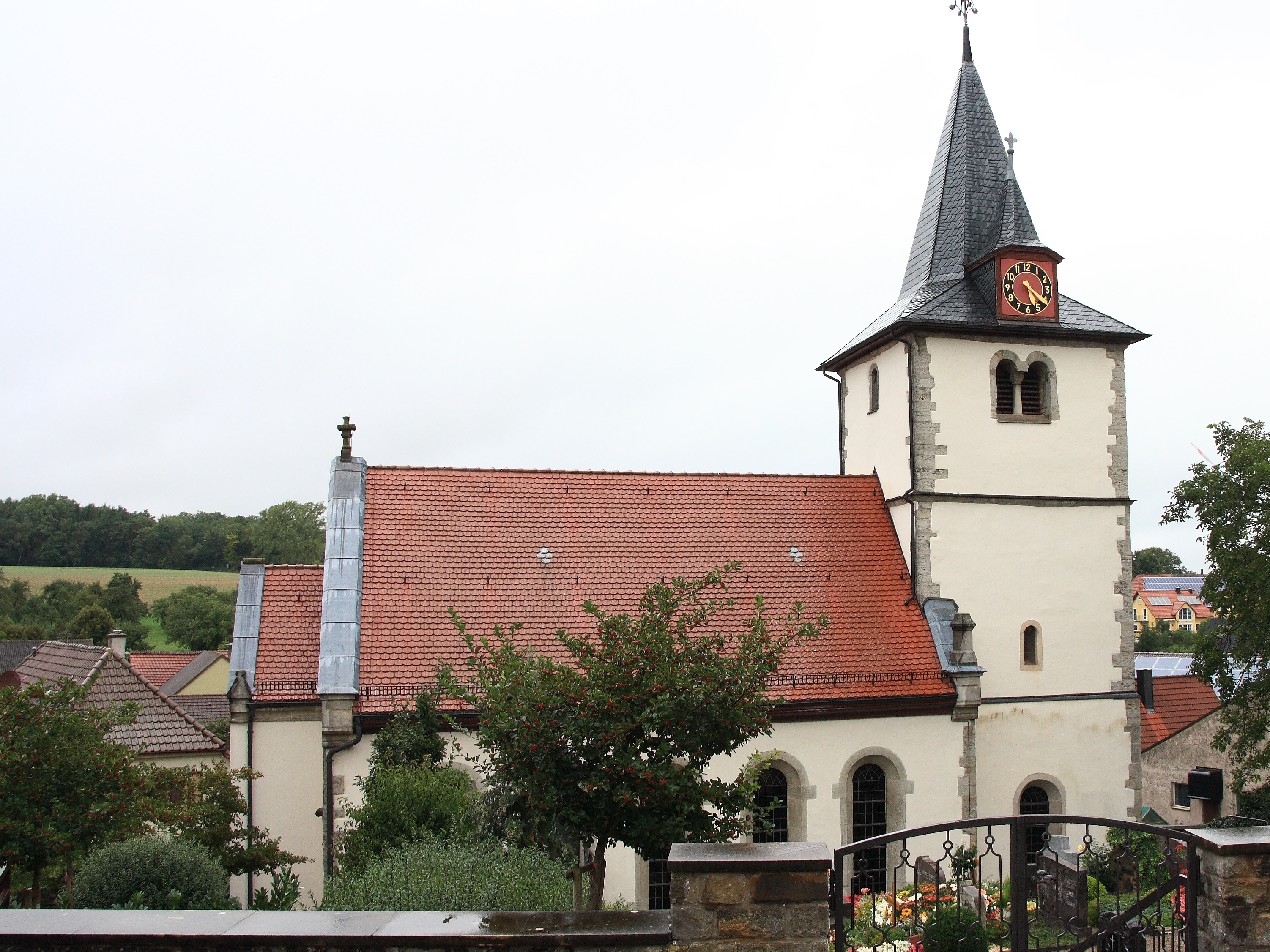
Evang. Kirche Neubronn

Die Kirchengemeinde Neubronn (ca. 340) umfasst die Stadtteile Laudenbach und Neubronn (ohne Oberndorf) der Stadt Weikersheim. Bereits 1251 ist in Neubronn eine Pfarrkirche bezeugt. Sie war dem Stift Neumünster inkorporiert. Die Herren von Rosenberg führten die Reformation ein. Von der ehemaligen spätromanischen Chorturmkirche St. Georg ist nur der Turm und ein Schmuck am Portal erhalten.
Der zu Neubronn gehörige Weiler Oberndorf gehörte bis 2001 ebenfalls zur Kirchengemeinde Neubronn. Mit Wirkung vom 11. November 2001 wurde Oberndorf jedoch der benachbarten Kirchengemeinde Standorf angegliedert.
Laudenbach wurde von Finsterlohr aus reformiert, doch wurde die Reformation durch Bischof Julius Echter von Mespelbrunn wieder rückgängig gemacht. Daher ist Laudenbach überwiegend katholisch. Erst nach dem Zweiten Weltkrieg zogen auch Protestanten nach Laudenbach. Diese wurden der Kirchengemeinde Neubronn zugeordnet, die heute vom Pfarramt Weikersheim betreut wird.

### Verbundkirchengemeinde Wildentierbach
Die Verbundkirchengemeinde Wildentierbach besteht seit 2022.

#### Kirchengemeinde Wildentierbach

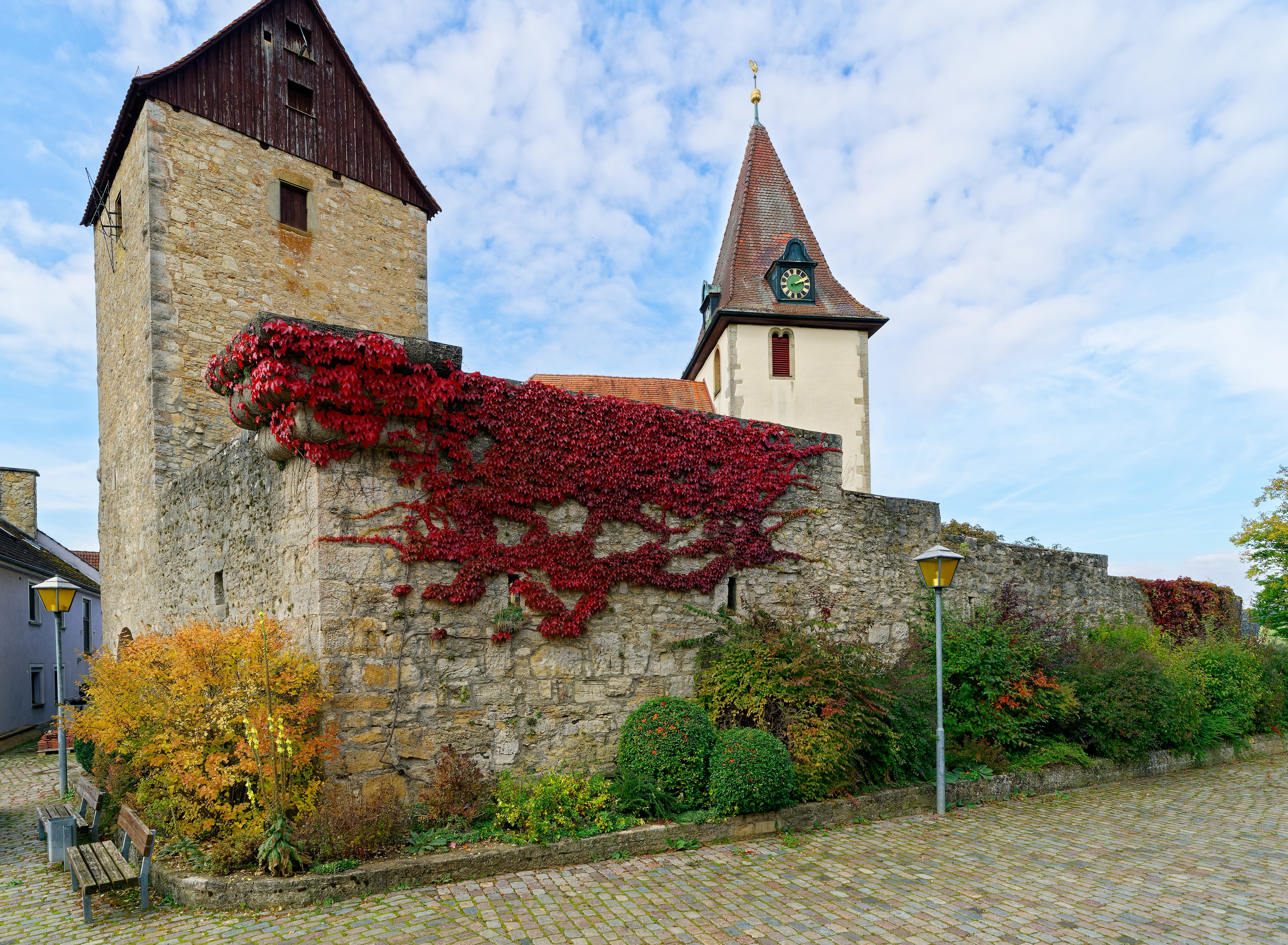
Evang. Kirche Wildentierbach

Die Kirchengemeinde Wildentierbach (ca. 243) umfasst die Stadtteile Wildentierbach, Hachtel und Heimberg der Stadt Niederstetten. Die Kirche ging wohl aus dem Pfarrsprengel von Oberstetten hervor. Die Reichsstadt Rothenburg führte die Reformation ein. Danach gehörte der Ort kirchlich zu Krailshausen, Kreuzfeld und Reupoltsrot. Die ursprünglich romanische Marienkirche (Wehrkirchenanlage mit Torturm) wurde 1682 und 1717 umgestaltet. Die Ausstattung ist spätbarock.
Bis 1939 gehörte die Kirchengemeinde Wildentierbach zum Kirchenbezirk Blaufelden. Mit Wirkung vom 1. April 1939 wurde sie in den Kirchenbezirk Weikersheim umgegliedert.

#### Kirchengemeinde Oberstetten

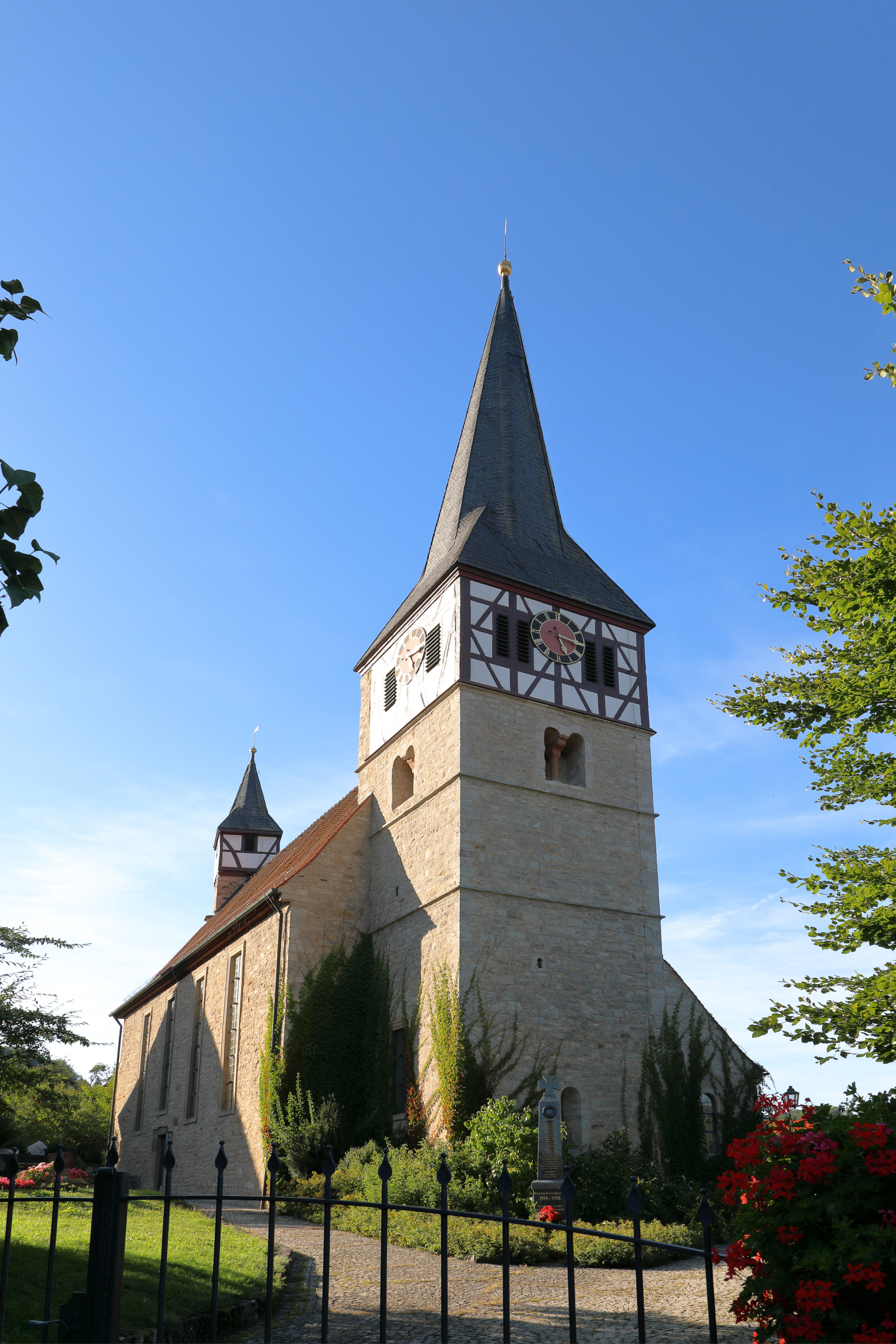
St. Bonifatius (Oberstetten)

Die Kirchengemeinde Oberstetten (ca. 350) umfasst den Stadtteil Oberstetten der Stadt Niederstetten. Eine Kirche St. Bonifatius wird in Oberstetten bereits im 9. Jahrhundert erwähnt. Sie gehörte wohl zum Bistum Fulda und war die Mutterkirche von Niederstetten und dem gesamten Umland. Später gelangte sie an Hohenlohe, welche die Reformation einführten. 1605 gelangte sie dann an die Reichsstadt Rothenburg. Die Chorturmkirche hat einen romanischen tonnengewölbten Chor und ein Fachwerkobergeschoss auch einem spätgotischen Langhaus.
Bis 1939 gehörte die Kirchengemeinde Oberstetten zum Kirchenbezirk Blaufelden. Mit Wirkung vom 1. April 1939 wurde sie in den Kirchenbezirk Weikersheim umgegliedert.

#### Kirchengemeinde Rinderfeld

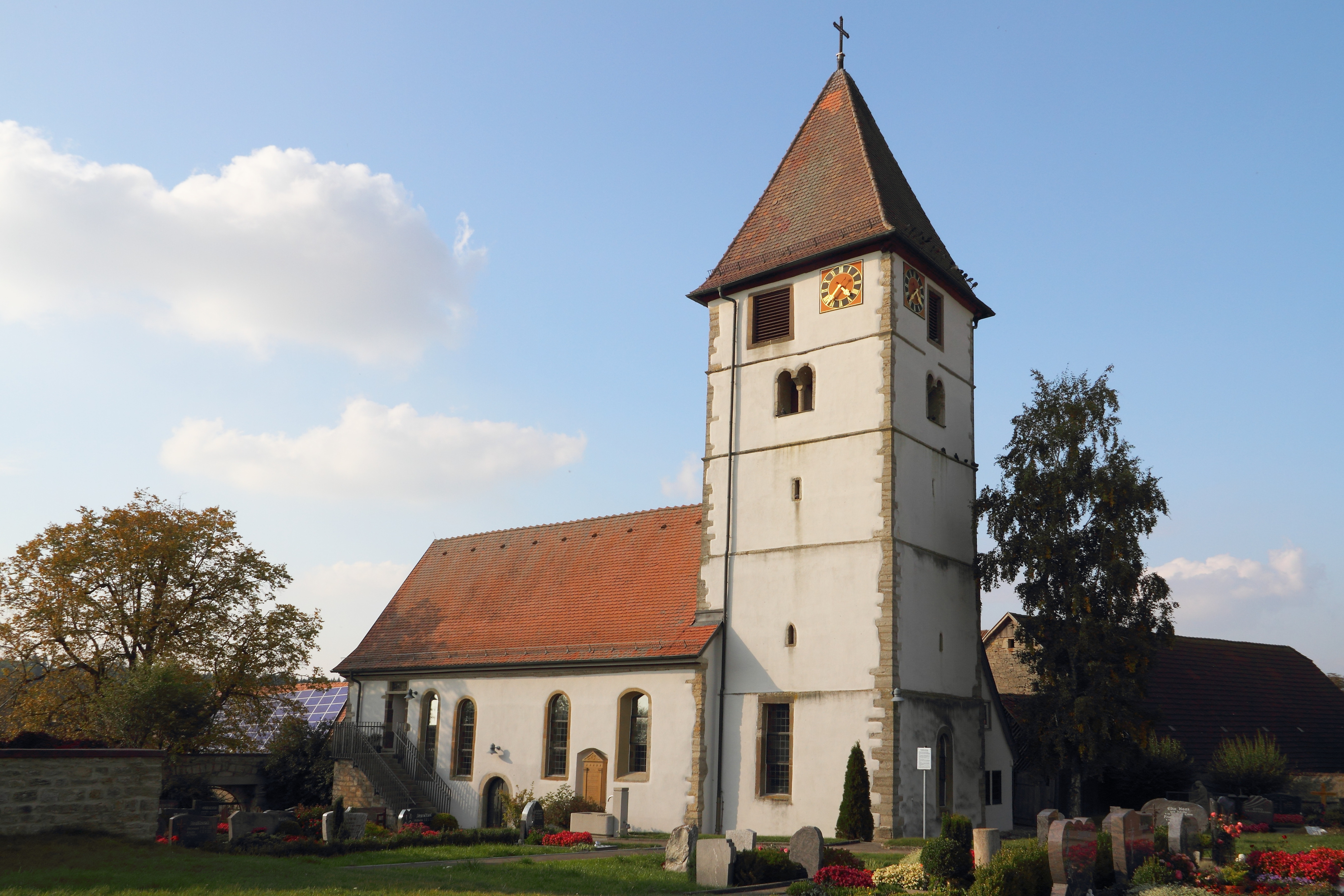
Evang. Kirche Rinderfeld

Die Kirchengemeinde Rinderfeld (ca. 213) umfasst den Stadtteil Rinderfeld der Stadt Niederstetten mit den Filialgemeinden Dunzendorf und Streichental. Eine Pfarrei ist 1360 bezeugt. Das Patronatsrecht lag bei der Ortsherrschaft (Hohenlohe, später Rosenberg, Hatzfeld), welche die Reformation einführten. Die heutige Kirche St. Michael ist eine romanische Chorturmanlage.
Der Wohnplatz Ebertsbronn gehörte bis 1711 vollständig zur Pfarrei Rinderfeld. 1711 wurde er geteilt. Die südöstliche, zum Markgraftum Brandenburg-Ansbach (später zu Preußen) gehörende Hälfte blieb bei der Pfarrei Rinderfeld, die andere, zu Hohenlohe-Oehringen gehörenden Hälfte wurde der Pfarrei Wermutshausen zugeteilt. Ab 1830 gehörte Ebertsbronn vollständig zur Pfarrei Wermutshausen.

#### Kirchengemeinde Wermutshausen

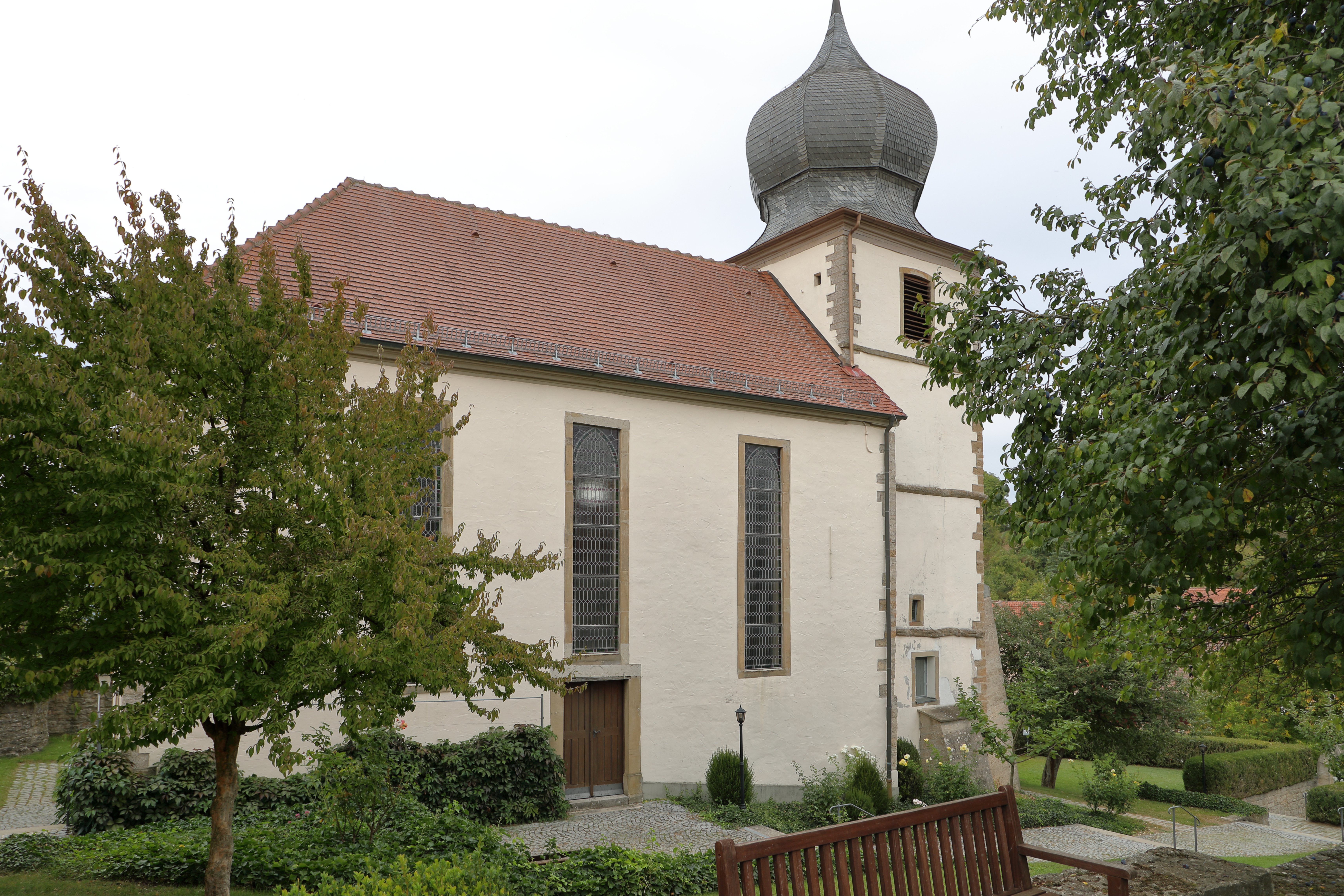
Evang. Kirche Wermutshausen

Die Kirchengemeinde Wermutshausen (ca. 143) umfasst die Stadtteile Wermutshausen und Ebertsbronn der Stadt Niederstetten. Kirchlich gehörte Wermutshausen zunächst zu Niederstetten. 1454 erhielt der Ort eine eigene Pfarrei, die wohl durch Rosenberg reformiert wurde. Die heutige Petruskirche wurde 1805/10 wohl anstelle einer älteren Kirche erbaut. In Ebertsbronn nutzt die Kirchengemeinde eine kleine Kapelle aus dem Mittelalter, die im Besitz der bürgerlichen Gemeinde ist.
Der Wohnplatz Ebertsbronn gehörte bis 1711 vollständig zur Pfarrei Rinderfeld. 1711 wurde er geteilt. Die südöstliche, zum Markgraftum Brandenburg-Ansbach (später zu Preußen) gehörende Hälfte blieb bei der Pfarrei Rinderfeld, die andere, zu Hohenlohe-Oehringen gehörenden Hälfte wurde der Pfarrei Wermutshausen zugeteilt. Ab 1830 gehörte Ebertsbronn vollständig zur Pfarrei Wermutshausen.
Bis 1848 gehörte auch der Wohnplatz Rehhof zur Pfarrei Wermutshausen, danach zur Pfarrei Niederstetten.

## Archivquellen
- Bestand: Visitationsberichte.   Landeskirchliches Archiv Stuttgart. 1581–1822.   Signatur: A 1.
- Bestand: Kirchenvisitationsakten.   Hauptstaatsarchiv Stuttgart. ca. 1601–1840.   Signatur: A 281.
- Bestand: Ortsakten [mit Digitalisaten der Pfarrbeschreibungen und Pfarrberichte (darin u. a.: Chronik, Filialverhältnisse)].   Landeskirchliches Archiv Stuttgart. ca. 1550–1923.   Signatur: A 29.
- Bestand: Ortsakten [mit Digitalisaten der Pfarrberichte (darin u. a.: Filialverhältnisse)].   Landeskirchliches Archiv Stuttgart. ca. 1924–1966.   Signatur: A 129.
- Bestand: Ortsakten [mit Visitationsberichten].   Landeskirchliches Archiv Stuttgart. ca. 1967–1989.   Signatur: A 229.
- Archivgut: Dekanatsarchive.   Landeskirchliches Archiv Stuttgart.   Signatur: F-Bestände.
- Archivgut: Pfarrarchive.   Landeskirchliches Archiv Stuttgart.   Signatur: G-Bestände.